# ロードアイランド州

ロードアイランド州
State of Rhode Island

州の愛称: 海洋の州
The Ocean State州のモットー: 希望
Hope

ロードアイランド州（ロードアイランドしゅう、英: State of Rhode Island、 [ˌroʊd_ˈaɪlɨnd] または [rɵˈdaɪlɨnd]）は、アメリカ合衆国東北部、ニューイングランド地方にある州。
州都および人口最大都市は州北部、ナラガンセット湾の湾奥に位置する港湾都市・学術都市プロビデンス市である。州全土がプロビデンス大都市圏（大都市統計地域）に含まれている。州全土が1つの都市圏に含まれるのは、全米50州の中でロードアイランド州のみである。より広域的には、プロビデンス大都市圏はボストンの広域都市圏に含まれているため、ロードアイランド州全土がボストンの広域都市圏に含まれているということになる。
独立時の13州の1つ。全米50州の中で面積が最小の州であり、その陸地面積は2,707km2と、50州最大の面積を有するアラスカ州の約547分の1、本土48州最大の面積を有するテキサス州の約250分の1で、日本の都道府県と比較しても、47都道府県中42位の佐賀県や43位の神奈川県と同程度の面積である。Little Rhody（リトル・ローディ）という愛称を持つ。より一般的な愛称は、地形的な理由、すなわち、州内の陸地の奥深くまでナラガンセット湾が入り込んでいることから、観光用パンフレットでよく使われる The Ocean State であり、これは自動車のナンバープレートにも記されている。人口は50州の中で第43位だが、前述の通り州域面積が小さいため、人口密度はニュージャージー州に次いで第2位である。西はコネチカット州に、北と東はマサチューセッツ州に接しており、南西のニューヨーク州ロングアイランドとは海上の州境がある。マサチューセッツ州とともに繁殖力の強い鶏（ロードアイランドレッド）の原産地でもある。
| 家庭で話される言語（ロードアイランド州） 2010 | 家庭で話される言語（ロードアイランド州） 2010 | 家庭で話される言語（ロードアイランド州） 2010 | 家庭で話される言語（ロードアイランド州） 2010 | 家庭で話される言語（ロードアイランド州） 2010 |
| --------------------------------------------- | --------------------------------------------- | --------------------------------------------- | --------------------------------------------- | --------------------------------------------- |
|                                               |                                               |                                               |                                               |                                               |
| 英語                                          | 英語                                          |                                               | 79.18%                                        | 79.18%                                        |
| スペイン語                                    | スペイン語                                    |                                               | 10.41%                                        | 10.41%                                        |
| ポルトガル語                                  | ポルトガル語                                  |                                               | 3.41%                                         | 3.41%                                         |

| 人種構成（ロードアイランド州） 2010 | 人種構成（ロードアイランド州） 2010 | 人種構成（ロードアイランド州） 2010 | 人種構成（ロードアイランド州） 2010 | 人種構成（ロードアイランド州） 2010 |
| ----------------------------------- | ----------------------------------- | ----------------------------------- | ----------------------------------- | ----------------------------------- |
|                                     |                                     |                                     |                                     |                                     |
| 白人                                | 白人                                |                                     | 76.4%                               | 76.4%                               |
| ヒスパニック                        | ヒスパニック                        |                                     | 12.4%                               | 12.4%                               |
| 黒人                                | 黒人                                |                                     | 5.7%                                | 5.7%                                |
| アジア系                            | アジア系                            |                                     | 2.9%                                | 2.9%                                |
| インディアン                        | インディアン                        |                                     | 0.6%                                | 0.6%                                |
| 混血                                | 混血                                |                                     | 3.3%                                | 3.3%                                |

## 州名の由来
ロードアイランド州の公式名称は、全米で最も長い State of Rhode Island and Providence Plantations であったが、2020年に State of Rhode Island に変更された（州名変更の項参照）。日本語訳すると、「ロードアイランド及びプロビデンス・プランテーション州」であった。プランテーションを「植民地」や「農園」などと訳す人はいるが、ロードアイランドの方を「ロード島」と訳す人は見かけない。ロード島（別名：アクィドネック島）は、ナラガンセット湾の島で、現在はニューポート郡に属する。プロビデンス・プランテーションは、ロードアイランド州の起源となった植民地集落の名で、ここを中心に、ロードアイランドなどの周辺地域に農地を広げていった。
州名に「アイランド」がついているが、その大半はアメリカ合衆国本土にある。この州名は2つの開拓地の統合の結果で生じた。ロードアイランド植民地は、ナラガンセット湾に浮かぶ幾つかの島の中では最大のアクィドネック島と呼ばれる場所で、現在のニューポート市近くに設立された。プロビデンス・プランテーションは、現在プロビデンス市がある地域にロジャー・ウィリアムズが設立した植民地の名前である。
アクィドネック島がどのようにしてロード島と呼ばれるようになったかは不明だが、2つの学説がある。
- 探検家ジョバンニ・ダ・ヴェラッツァーノが1524年に、ナラガンセット湾口近くある島の存在を記しており、それがオスマン帝国のロドス島（現在はギリシャに属する）に擬えられた。その後のヨーロッパ人探検家はヴェラッツァーノが名付けた島を正確に特定できなかった。後にこの地域に入植したピルグリムが、ベラッツァーノのロードス島はアクィドネック島であると想定した。
- 第2の学説はアドリアン・ブロックに関するものであり、1610年代に探検したときにアクィドネック島の側を通り、1625年の旅行記で、「赤みを帯びた島」と表現していた。17世紀のオランダ語では「赤み」がロドリッチ（"rodlich"）と発音された[5]。歴史家達はその「赤み」が秋の紅葉からきたものか、岸の一部にある赤い粘土からきたものであると論じている[6][7][7]。

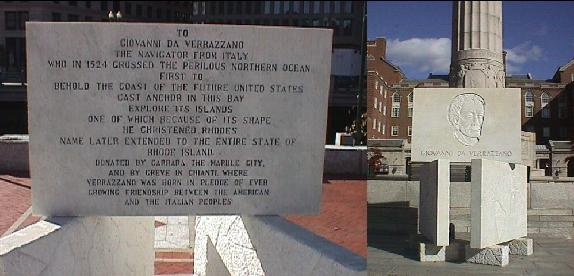
ヴェラッツァーノ記念碑、プロビデンス市

アクィドネック島について「ロード島」という名前を使った初期の文書は、1637年のロジャー・ウィリアムズによるものである。その名前は1644年に公式に適用された。「アクスネックは今後、アイル・オブ・ロードスあるいはロード・アイランドと呼ぶことにする。」アイル・オブ・ロードスは1646年には既に法的文書で使われていた。オランダの地図では1659年のものでこの島を「レッド・アイランド」(Roodt Eylant)と表示していた。
ロジャー・ウィリアムズはマサチューセッツ湾植民地を追い出された神学者だった。信仰と政治の寛容さを求め、他の者達と共に自由な領主植民地として「プロビデンス・プランテーション」を設立した。「プロビデンス」は神の摂理を表し、「プランテーション」は英語で植民地を表す言葉だった。
2009年6月25日、ロードアイランド州議会はその長い名称を続けるか、あるいは奴隷制度に係わるという誤解を生みやすい「及びプロビデンス・プランテーション」を切り捨てるかを住民が選ぶことを認めた。2010年11月2日の選挙と同時に行われた住民投票の結果、78%対22%という圧倒的な差で現行名の存続が決まった。

### 州名変更
2020年に起こったジョージ・フロイド抗議運動の中で州名問題が再燃し、州上院は6月18日に「及びプロビデンス・プランテーション」の削除を満場一致で可決した。これを受け6月22日に州知事ジーナ・レイモンドは州の公的文章から削除することを決定した。州名変更案は、7月16日に州議会両院を通過（州下院は賛成69反対1棄権5、州上院は賛成35反対0棄権3）し、11月3日に大統領選挙と同時に行われた住民投票において賛成52.8%対反対47.2%で承認された。

## 歴史

### 植民地時代: 1636年-1770年

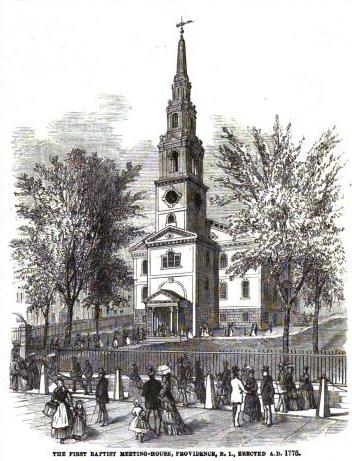
ロジャー・ウィリアムズが1638年に設立した信徒団が、1776年にプロビデンスの歴史的な教会を建設した

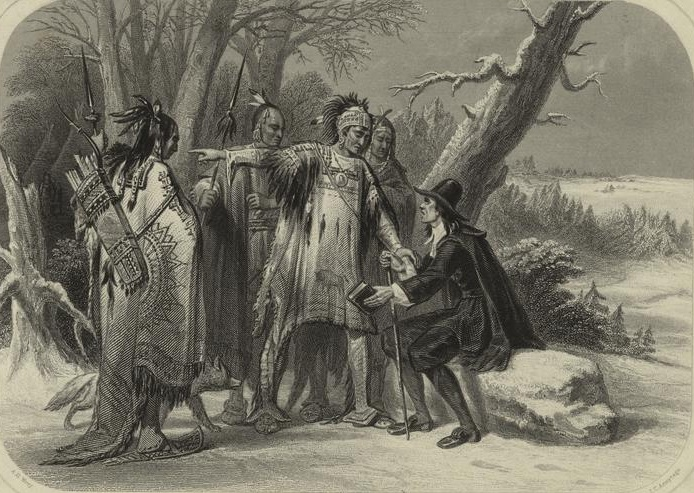
ロジャー・ウィリアムズと、なぜか平原インディアンの格好をしているナラガンセット族（A・H・Wray画、19世紀）

1636年1月、イギリス国教会およびアメリカ・インディアンの土地の強奪に対する強烈な批判を行ったためマサチューセッツ湾植民地を追放されたロジャー・ウィリアムズと4人の信奉者が、ナラガンセット湾の北部沿岸の土地をナラガンセット族とピクォート族インディアンから「購入」して、集落を作った。この両部族はマサソイトが率いるワンパノアグ族に従属していた。ウィリアムズは、ここをバプテスト開拓者のための宗教的自由の地と宣言し、「逆境にある私に神の慈悲深い摂理を感じさせる」と言って、プロビデンス（神の摂理）と名付けた。
ロジャー・ウィリアムズが去ったマサチューセッツ湾植民地では、今度は、アン・ハッチンソンという女性が、反律法主義の立場から聖職者たちの地位を否定する信仰を説き、多くの民衆の心を掴んだため、聖職者や施政者から危険視され、ついには1638年3月に追放された。彼女は夫と数人の同調者と共に、プロビデンスへ向かったが、彼女の信仰は受け入れられず、アクィドネック島（当時はロード島と呼ばれていた）へ渡り、地元のインディアンから土地を購入した。この開拓地はポーツマスと名付けられ、ポーツマス盟約によって治められた。島の南部は、設立者の間に不和が生じた後で、ニューポートという別の開拓地になった。
その後、プロビデンスのロジャー・ウィリアムズらは、バプテストだけに限らず、広く信教の自由を認めるようになり、クエーカー教徒、ユダヤ人、カトリック教徒などを受け入れ、完全な信教の自由を保障する唯一の植民地として発展した。
1642年、サミュエル・ゴートンがシャウォメットでインディアンの土地を購入し、マサチューセッツ湾植民地との軍事的な紛争を引き起こした。1644年、プロビデンス、ポーツマス、ニューポートの開拓地は「ロードアイランド及びプロビデンス・プランテーション植民地」という名称で統合され、選別された委員と「プレジデント」によって統治された。ゴートンは1648年にその開拓地に対する勅許を取得し、その守護者に因んでウォリックと名付けた。
1663年7月8日、イギリス国王チャールズ2世は、ジョン・クラークに対して、4つの植民地を統合した「ロードアイランド及びプロビデンス植民地」の勅許状を与えた。
フィリップ王戦争（1675年-1676年）のとき、ジョサイア・ウィンスローが率いたマサチューセッツ、コネチカット、プリマスの民兵隊が、1675年12月19日、現在のキングスタウンにあったグレートスワンプの要塞化されたナラガンセット・インディアン集落を襲い、破壊した。インディアンはこれを虐殺だと言っている。植民地人が「フィリップ王」と呼んだ戦争指導者メタコメット指揮下のワンパノアグ族がプロビデンスを含め地域の町の幾つかに侵略し焼いた。プロビデンスは2度攻撃された。この戦争の終盤で、ベンジャミン・チャーチが現在のブリストルでフィリップ王を殺した。フィリップ王の首はプリモス・プランテーション入口に建てられた柱に掛けられ、長年インディアンに対する警告とされた。
この植民地は1686年にニューイングランド王領に統合された。イングランド王ジェームズ2世がイギリス領北アメリカの自治植民地に王室の権限を強制しようとしたからだった。1688年の名誉革命の後、王室勅許の下に再度独立性を得た。このころに奴隷が導入されたが、奴隷所有を合法化する法の記録は無かった。植民地ではラム酒を蒸留してアフリカで売り、カリブ海の奴隷や砂糖を輸入する、いわゆる三角貿易で利益を出して繁栄した。

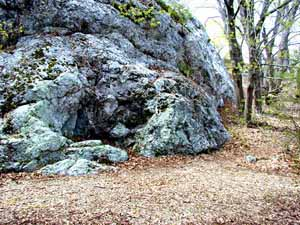
"フィリップ王の玉座"、ブリストルのマウントホープにあるインデァインの集会所

### 独立戦争から南北戦争に向かう時代: 1770年-1860年
ロードアイランドの独立と反対意見を表明する伝統は、アメリカ独立戦争時に重要な役割を担った。1772年6月10日午前2時ごろ、プロビデンス住民の1隊が、ナラガンセット湾で不人気な貿易規制を強制するために寄港していたスクーナーHMSギャスピーを襲って燃やし、沈没させた。1776年5月4日、イギリス王室に対する忠誠を破棄したことでは、13植民地で最初の植民地になった。これは13州が独立宣言を発するちょうど2か月前のことだった。独立戦争の間、イギリス軍はニューポートを占領した。フランスとアメリカの連合軍がアクィドネック島からイギリス軍を追い出そうとした。ポーツマスでは最初のアフリカ系アメリカ人の部隊である第1ロードアイランド連隊が編成され、1778年8月29日のロードアイランドの戦いでアメリカのために戦った。フランス艦隊が到着したことで、イギリス軍はフランスに捕獲されるよりもその船舶を沈船させる道を選んだ。1781年のバージニアで、ヨークタウン包囲戦やチェサピーク湾の海戦でイギリス軍を破り、戦争を終わらせることになったのは、ニューポートが始まりだった。アメリカ軍を率いたジョージ・ワシントン将軍と、フランス王ルイ16世が派遣したフランス軍を率いたロシャンボー伯爵の連合軍はここを出発点にした。2009年、このことが公式にアメリカ合衆国国立公園局に認定された。
中央集権化に反対するロードアイランドは、1787年の合衆国憲法制定会議をボイコットした。合衆国成立後も憲法の批准をためらっていたが、連邦からは外国と宣告され、他州との交易品に関税が課せられることの危機感から、1790年5月29日に批准した。権利章典が憲法の一部になることが確定したからでもあった。

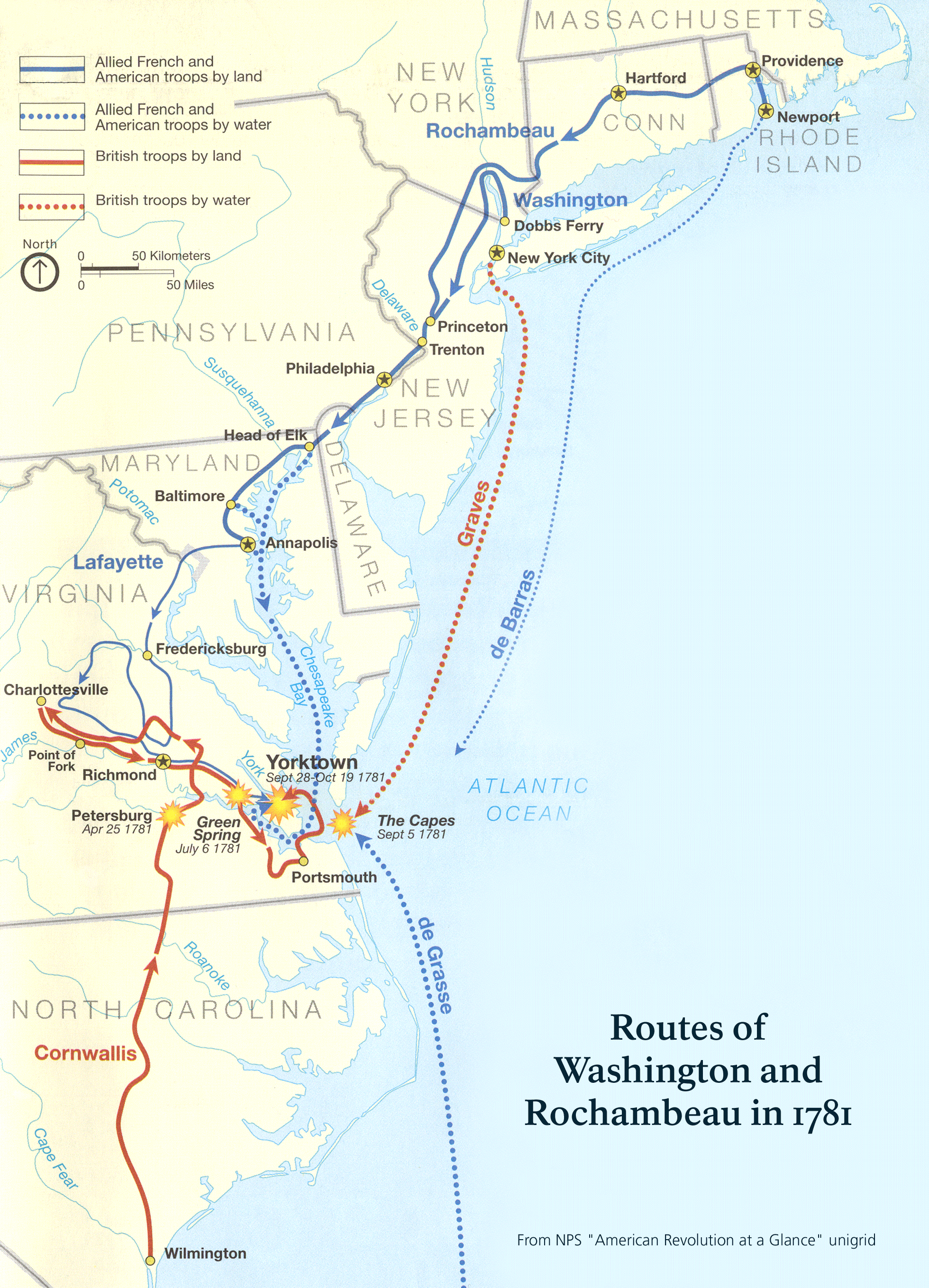
ロードアイランドで始まったワシントンとロシャンボーの革命の道を示す国立公園局の地図

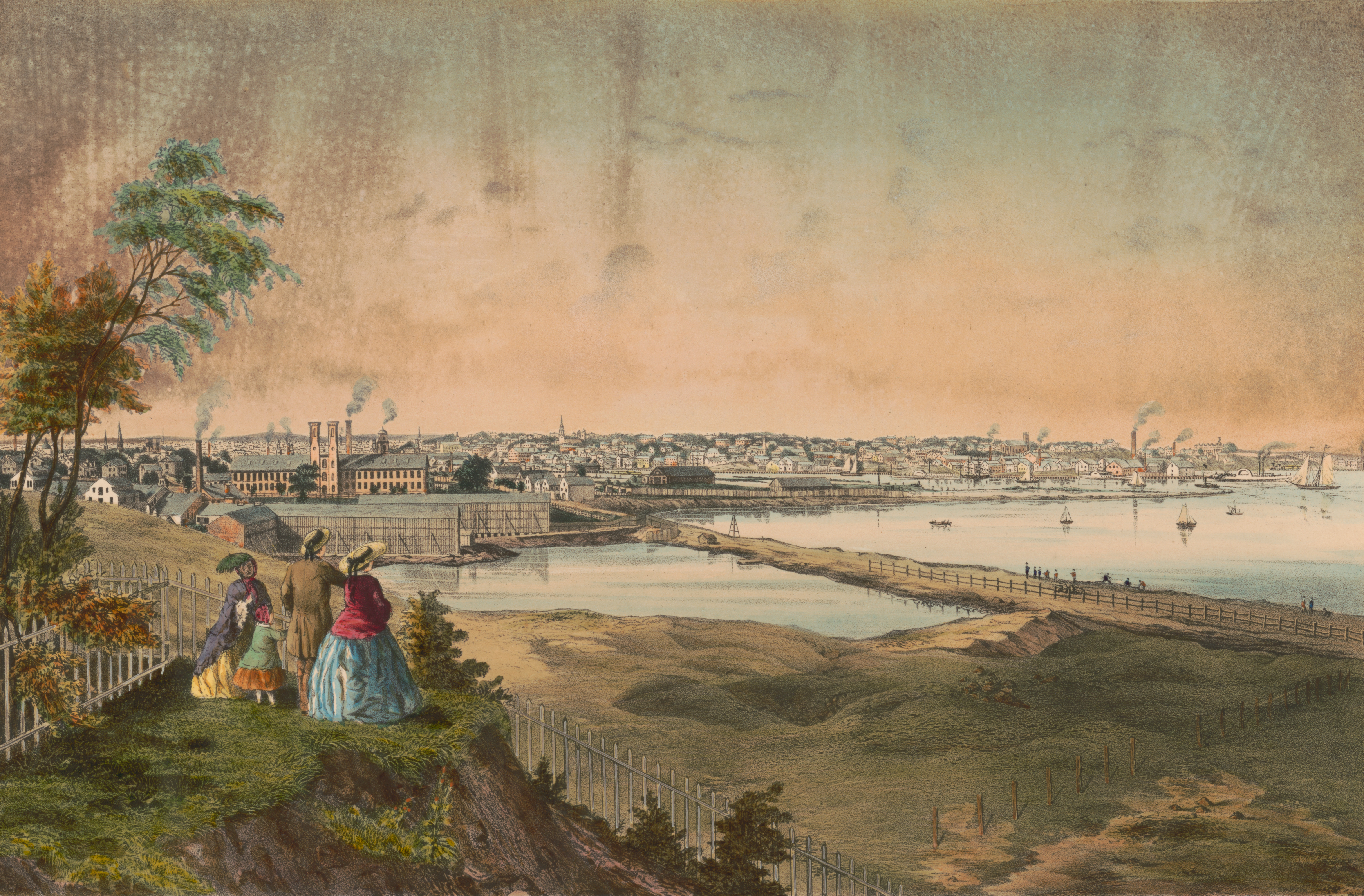
19世紀半ばのプロビデンス

独立戦争とその後の時代も、ロードアイランドは奴隷貿易に深く関わった。1774年、ロードアイランドの奴隷の人口比率は6.3%であり、ニューイングランドのどの植民地と比較しても2倍に近かった。独立後はアフリカ人奴隷の貿易で60%ないし90%を支配した。
ロードアイランドは奴隷貿易に加えて産業革命にも深く関わった。1787年、トマス・サマーズがイングランドから輸入した繊維機械を模造したのがアメリカでの産業革命の始まりだった。サマーズはビバリー・コットン・マニュファクトリー立ち上げに貢献し、プロビデンスのモーゼス・ブラウンがこれに関わった。ブラウンはサミュエル・スレイターと組んでアメリカでは2番目の水力稼動綿糸工場を作った。産業革命で大量の労働者が都市に流入し、土地を持たない、それ故に投票権の無い階級が成長した。1829年時点、州内の60%の白人男性は投票権を持たなかった。この問題を解決するために幾つかの試みが失敗した後、1843年に新憲法が成立し、1ドルの人頭税を払えば、土地を持たない白人男性も投票できるようになった。

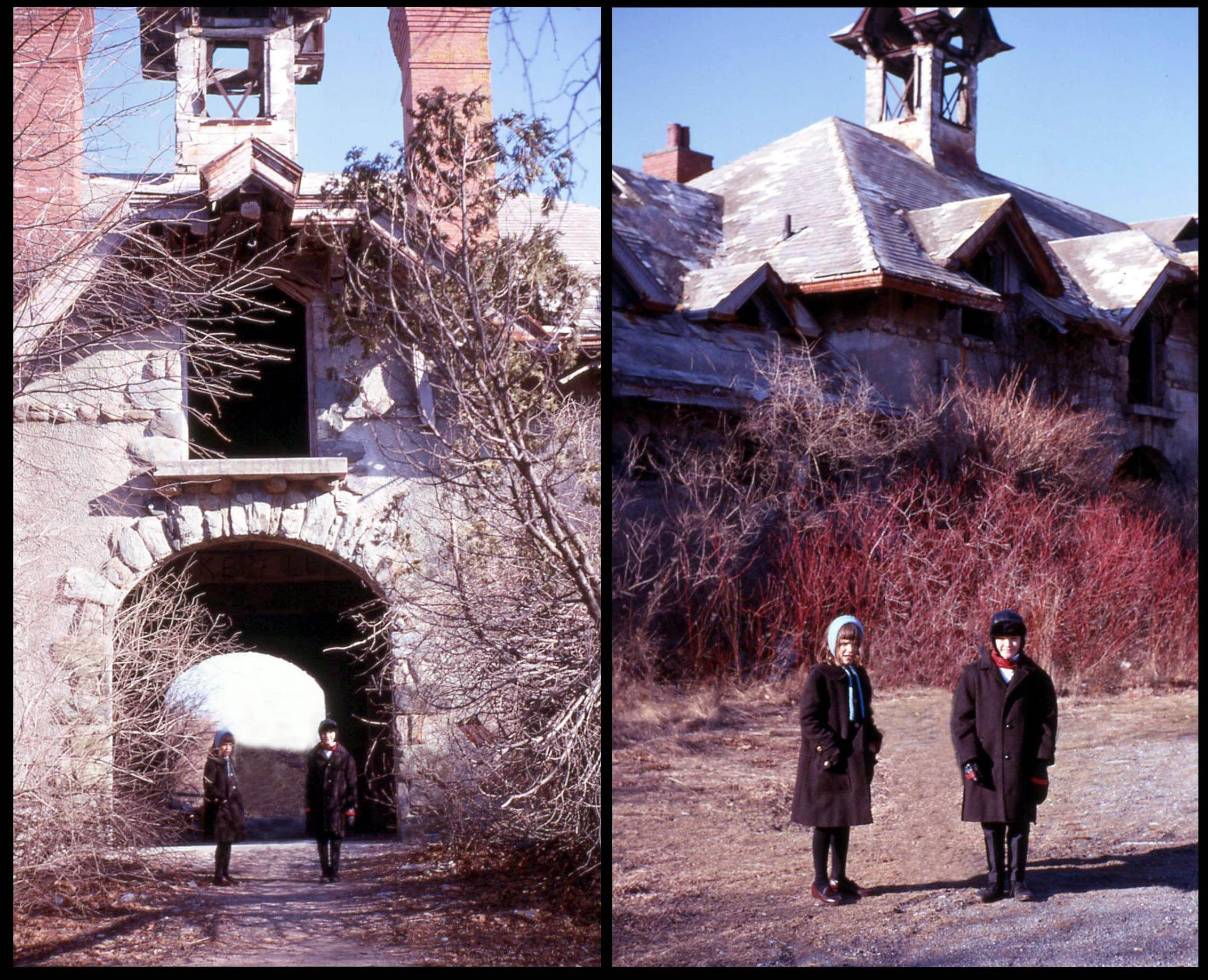
ニューポート郊外に放棄された工場、1968年

19世紀初期、ロードアイランドでは結核が流行し、吸血鬼に対するヒステリー状態になった。

### 南北戦争から進歩主義の時代: 1860年-1929年
南北戦争のとき、各州に対するエイブラハム・リンカーンの呼びかけに応えて、最初に軍隊を派遣したのがロードアイランド州だった。州内から25,236人が出征し、そのうち1,685人が死んだ。銃後にあって他の北部州と同様に工業生産能力を使い、軍需物資を供給した。海軍兵学校は戦争中にロードアイランドに移転していた。
1866年、全州の公立学校で人種差別を廃止した。
第一次世界大戦では州内から28,817人の兵士が出征し、そのうち612人が死んだ。戦後はスペインかぜで大打撃を受けた。
1920年代と1930年代、州内の田園部でクー・クラックス・クランが勃興したが、これは州内に大きな移民の波が殺到したからだった。シチュエイトにあるウォッチマン工業学校を焼いたのはクランの仕業だと考えられている。これはアフリカ系アメリカ人の子供のための学校だった。

### 近代の成長: 1929年-現在
世界恐慌の後、州内の政治は民主党が支配した。低収入家庭の子供には包括的健康保険制度があり、大型の社会的セイフティネットもある。都市部では子供の貧困率が高い。ボストンからの住民の移転のために、住宅費が上がり、ロードアイランドではホームレスが増えた。

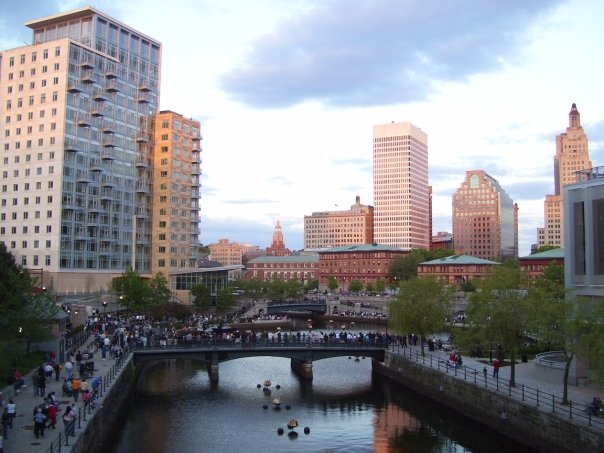
2009年のプロビデンス

1986年8月31日、ロードアイランド設立350周年がクオンセット州立空港の滑走路で開催されたフリー・コンサートで祝われた。演奏者にはチャック・ベリー、トミー・ジェイムズ、および花形のボブ・ホープが含まれていた。
2003年、ウェストウォリックのナイトクラブで火事があり、100人が死亡し、その2倍近い人が負傷した。この火事は刑事事件になった。
2010年3月、大雨のために州内各地が記録的な洪水に見舞われた。3月半ば、最初の雨期では場所を限定した洪水があり、その2週間後、プロビデンス南の町など広い範囲が洪水になった。3月29日から30日に降った雨は多くの場所で14インチ（360 mm）を超え、特に州中央を流れるポータクセット川から浸水した。ポータクセット川の場合は洪水線より11フィート (3.3 m) 上にまで達し、下水処理場が水に浸かり、州間高速道路95号線は5マイル (8 km) にわたって閉鎖された。さらにウォリック、ウェストウォリック、クランストン、ウェスタリーのショッピングセンター、多くの企業、多くの家屋が浸水した。ニューヨーク、ボストン間のアムトラック列車も運休になった。この洪水の後、州内は2日間非常事態だった。アメリカ合衆国連邦緊急事態管理庁が洪水の犠牲者を救援するために呼び出された。

## 政治と法律
州都はプロビデンスである。ロードアイランド州の現在の知事はダニエル・マッキーであり、州選出の上院議員はジャック・リード及びシェルドン・ホワイトハウスである。ロードアイランド州には2つの下院選挙区が割り当てられており、1区からはゲイブ・アモが、2区からはセス・マガジナーが選出されている。知事及び両院議員は全員が民主党所属である。
州知事官邸を持たない数少ない州の1つである。
関連項目：ロードアイランド州知事の一覧
| 年     | 共和党         | 民主党         |
| ------ | -------------- | -------------- |
| 2016年 | 38.90% 180,543 | 54.41% 252,525 |
| 2012年 | 35.24% 157,204 | 62.70% 279,677 |
| 2008年 | 35.21% 165,391 | 63.13% 296,571 |
| 2004年 | 38.67% 169,046 | 59.42% 259,760 |
| 2000年 | 31.91% 130,555 | 60.99% 249,508 |
| 1996年 | 26.82% 104,683 | 59.71% 233,050 |
| 1992年 | 29.02% 131,601 | 47.04% 213,299 |
| 1988年 | 43.93% 177,761 | 55.64% 225,123 |
| 1984年 | 51.66% 212,080 | 48.02% 197,106 |
| 1980年 | 37.20% 154,793 | 47.70% 198,342 |
| 1976年 | 44.10% 181,249 | 55.40% 227,636 |
| 1972年 | 53.00% 220,383 | 46.80% 194,645 |
| 1968年 | 31.80% 122,359 | 64.00% 246,518 |
| 1964年 | 19.10% 74,615  | 80.90% 315,463 |
| 1960年 | 36.40% 147,502 | 63.60% 258,032 |
| 1956年 | 58.30% 225,819 | 41.70% 161,790 |
| 1952年 | 50.90% 210,935 | 49.10% 203,293 |

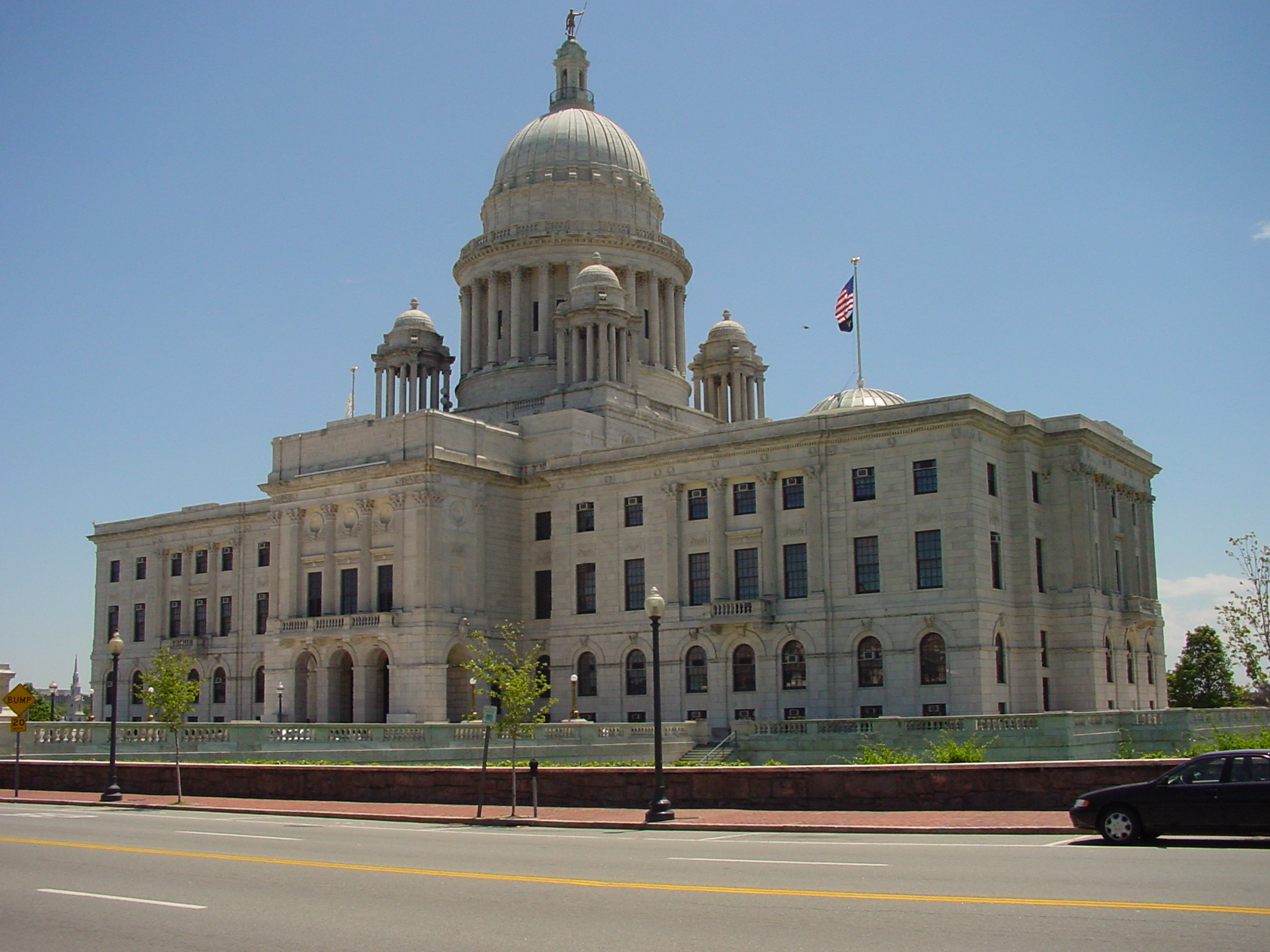
ロードアイランド州会議事堂

州議会は定数75人の下院と々38人の上院の両院制である。2013年時点で両院とも民主党が多数派である。
ロードアイランド州の現人口からはアメリカ合衆国下院議員も大統領選挙人数も簡単には増えそうに無いので、人口の割には代表数が多いことになる。一人当たり選挙人数では50州の中で第8位、下院議員数では第2位になっている。また面積が狭いので、単位面積当たりの代表数はいずれも第1位である。
大統領選挙では、伝統的に民主党を支持してきており、民主党候補の支持率は最大級になっている。1908年の大統領選挙までは共和党を支持していたが、それ以降24回の大統領選挙で民主党候補が敗れたのは7度のみである。過去16回を見ても、共和党がロードアイランド州を制したのは1952年、1956年（何れもドワイト・D・アイゼンハワー）、1972年（リチャード・ニクソン）、1984年（ロナルド・レーガン）の4回のみである。1980年の場合はレーガンが取れなかった6州の1つだった。1984年にレーガンは49州を制したが、ロードアイランドでの支持率は2番目に低かった。レーガン以降の共和党候補は州内のどの郡1つも取れていない。1988年のジョージ・H・W・ブッシュも全郡が取れなかった唯一の州になった。1988年と2000年は民主党の最大支持率であり、1968年、1996年、2004年は第2位の支持率だった。過去に民主党が得た最大支持率は1964年のリンドン・B・ジョンソンであり、80%を超えた。2004年にはジョン・ケリーに20％以上の差を与え、39市町のうち36が支持した。2008年ではバラク・オバマに29%の差を与えた。39市町のうち、シチュエイトのみがとれなかった。2008年の選挙では投票率が83%となり、全米最大級だった。
関連項目：Political party strength in Rhode Island
| 有権者登録数、2011年3月15日 | 有権者登録数、2011年3月15日 | 有権者登録数、2011年3月15日 | 有権者登録数、2011年3月15日 | 有権者登録数、2011年3月15日 | 有権者登録数、2011年3月15日 |
| Party                       | Party                       | 活性有権者                  | 非活性有権者                | 合計                        | 比率                        |
| --------------------------- | --------------------------- | --------------------------- | --------------------------- | --------------------------- | --------------------------- |
| 民主党                      | 124,088                     | 10,729                      | 134,817                     | 19.54%                      |                             |
| 共和党                      | 72,033                      | 7,392                       | 79,425                      | 11.51%                      |                             |
| 中道党                      | 5,532                       | 101                         | 5,633                       | 0.82%                       |                             |
| 無党派                      | 430,123                     | 39,953                      | 470,076                     | 68.13%                      |                             |
| Total                       | Total                       | 631,776                     | 58,175                      | 689,951                     | 100%                        |

### 州法
現在、ロードアイランド州においては、死刑制度は廃止されている。最初に廃止したのがミシガン州であり、ロードアイランド州は2番目になった。売春を違法としたのは2番目に遅かった。2009年11月まで、屋内であれば売春を合法にしていた。同年の調査では安全な州のリストで第9位になっていた。
2011年、大麻の医療利用を認めた3番目の州になった。さらに7月2日にはシビルユニオンを認めた。同性結婚あるいはシビルユニオンのどちらかを認めた州としては8番目になった。2013年5月2日には同性結婚が合法となり、8月1日から有効となった。
ロードアイランド州は国内でも税率が高い州であり、特に資産税は第7位、不動産税は第6位である。

## 地理

ロードアイランド州地形図

ロードアイランド州は総面積で4,002km2、うち陸地面積は2,707km2であり、マサチューセッツ州と北及び東に接し、コネチカット州と西を接し、南はロードアイランド湾及び大西洋に接している。ブロック島とロングアイランドの間は、ニューヨーク州との狭い水上境界になっている。南から北へ州内に大きく食い込んだナラガンセット湾がこの州の地形の主要な特徴である。ビーチが有名なブロック島は、本土の南部海岸からおおよそ12マイル (19 km) 離れた、ロードアイランド湾をはさんだ所にあり外海に面している。
「海洋の州」と渾名されるように多くのオーシャンフロント・ビーチがある。山らしい山は無くほとんど平坦であり、州内自然の最高地点はジェリモス山の標高812フィート (247 m)、平均標高は200フィート (60 m) である。
ナラガンセット湾内部に、多くの市町村がある30以上の島が点在する。最大の島はニューポート、ミドルタウン、及びポーツマスの自治体によって共有された、アクィドネック島（Aquidneck Island、別名ロードアイランド）である。この湾内の主な大きな島はアクイドネック島とコナニカット島（Conanicut Island）、プルーデンス島（Prudence Island）の三つであり、ほかにホープ島（Hope）、及びディスペア島（Despair）などがある。
ニューイングランドのアパラチア地域に位置し、東部はナラガンセット湾沿いの低地、西部はニューイングランド・アップランドの一部となっている。森林は北東部海岸森林生態系に属している。

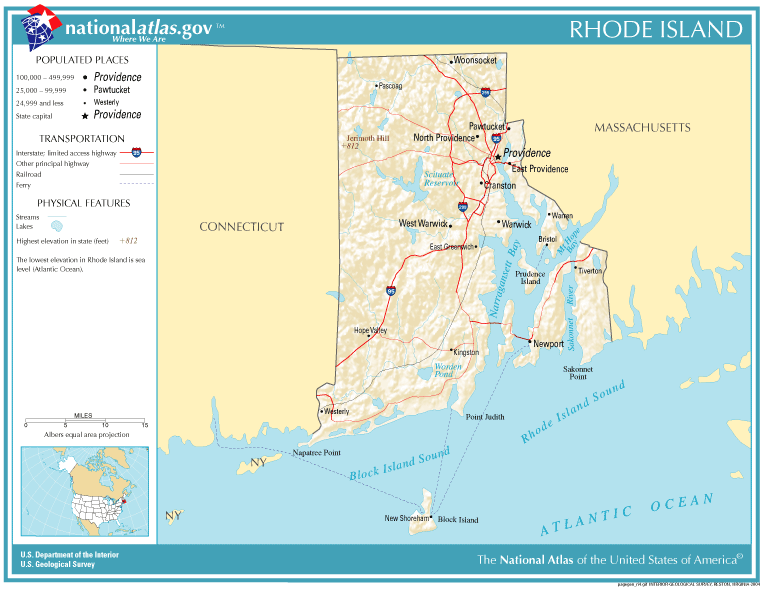
主要都市と道路を示す図
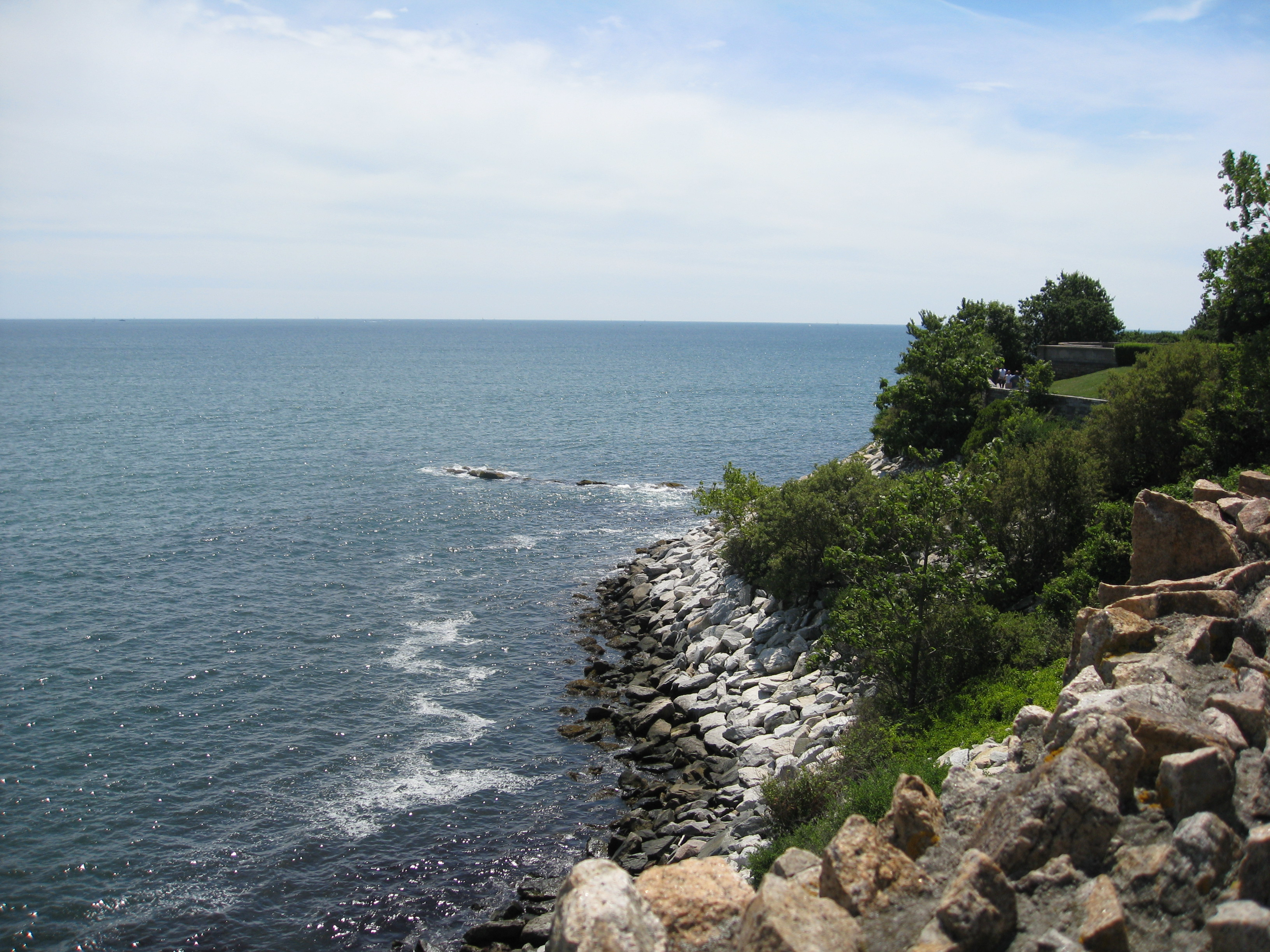
ニューポートの海岸線
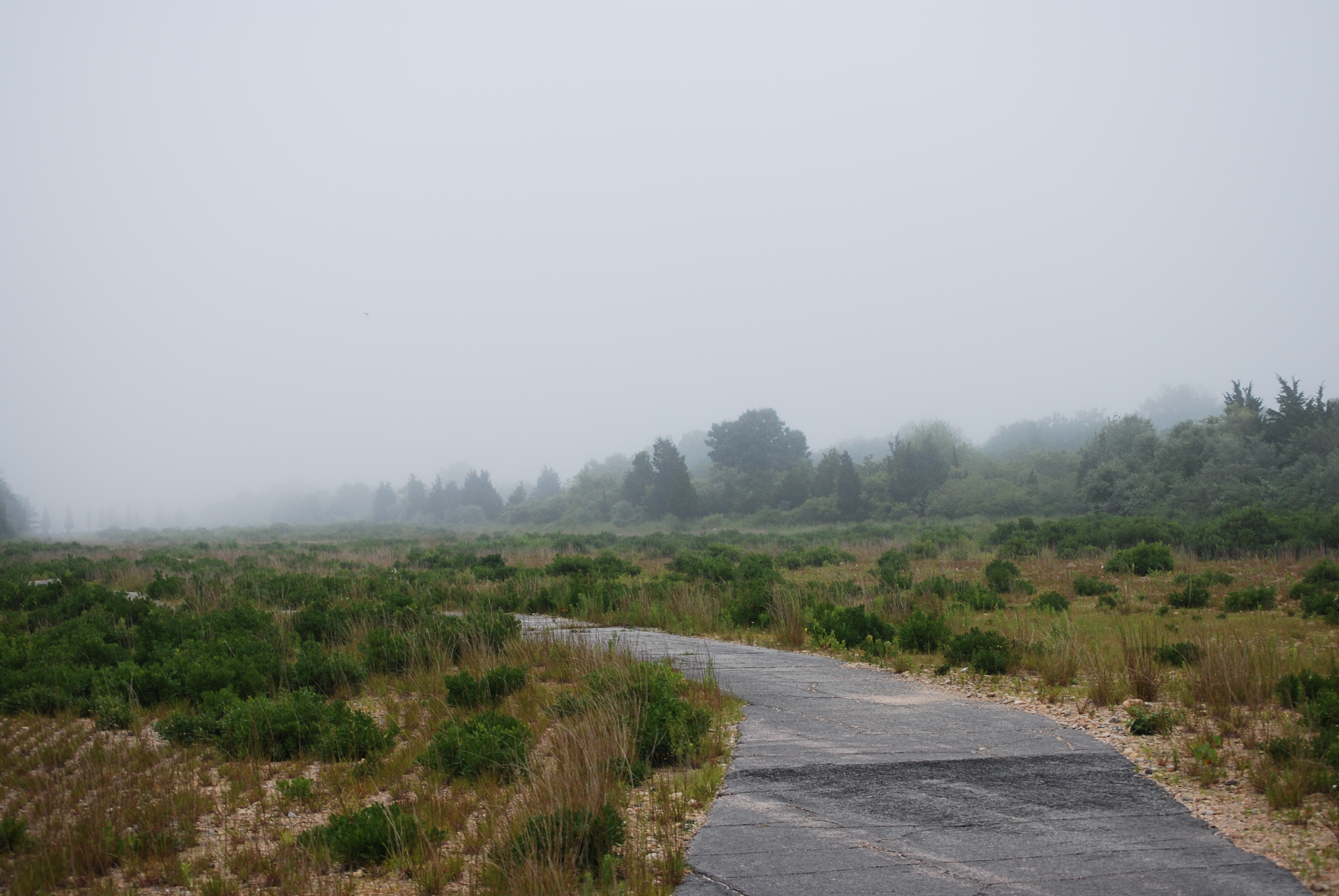
ニニグレット池国立野生生物保護区
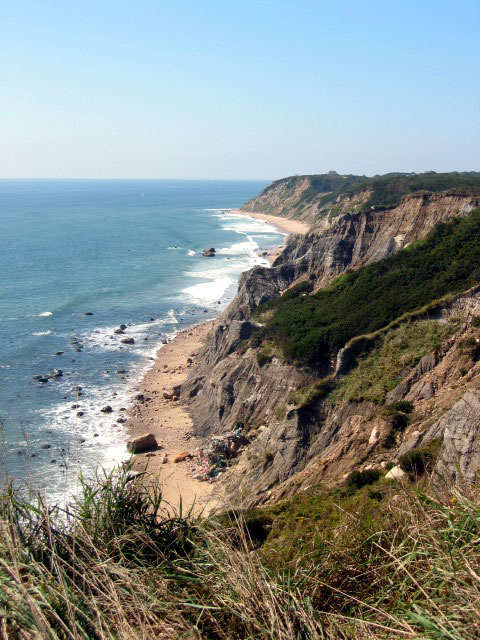
ブロック島の断崖

### 地質
州内、特にカンバーランドの町ではカンバーランダイトと呼ばれる希な岩石が見られる。昔は鉱物資源が2か所あったが、鉄鉱石だったので、1か所はその鉄分含有量故に大々的に掘り尽くされた。イアペトゥス海の閉鎖以前に小大陸アヴァロニアの一部だったアヴァロン・テレインという地殻の上にある。

### 気候
ロードアイランド州は湿潤大陸性気候の一例であり、暖かく雨の多い夏と、冷涼な冬がある。過去最高気温は1975年4月2日にプロビデンスで記録された104°F (40 ℃) 、過去最低気温は1996年2月5日にグリーンで記録された-23°F (-31 ℃) である。月間平均気温は83°F (28 ℃) から20°F (-7 ℃) までである。

## 行政区分

### 郡
州内には5つの郡がある。

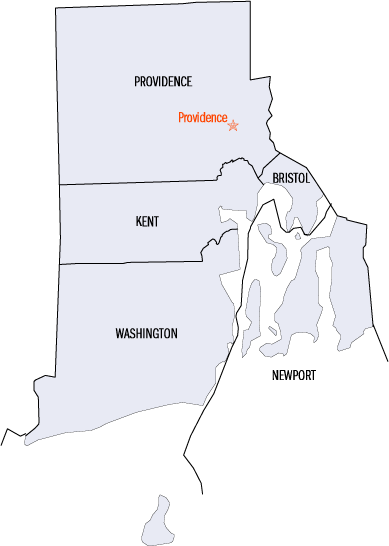
州内各郡の位置図

1. ブリストル郡: 1747年設置。植民地間の境界論争の結果、マサチューセッツ植民地のブリストル郡（1685年設置）の一部を取得。中心地は、ブリストル。
2. ケント郡: 1750年設置。プロビデンス・プランテーション郡から分割。中心地は、イーストグリニッジ。
3. ニューポート郡: 1703年設置。1729年に、ロードアイランド郡から改称。中心地は、ニューポート。
4. プロビデンス郡: 1703年設置。1729年に、プロビデンス・プランテーション郡から改称。中心地は、プロビデンス。
5. ワシントン郡: 1729年設置。プロビデンス・プランテーション郡から分割。1781年、キングス郡から改称。中心地は、ウェスト・キングストン。ワシントン郡は、一般には、サウス郡と呼ばれることが多い。

### 主要な都市及び町

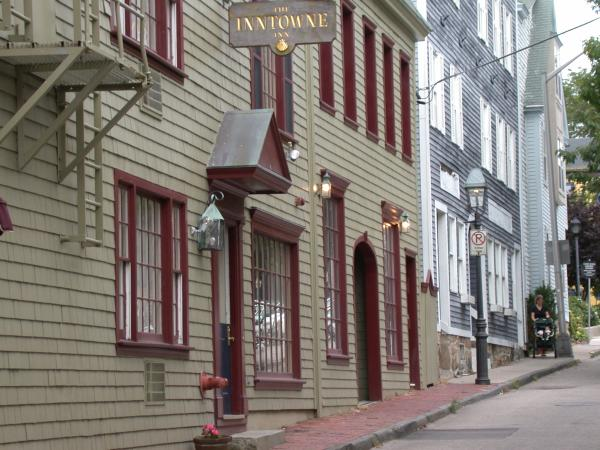
ニューポートの歴史的な町並み

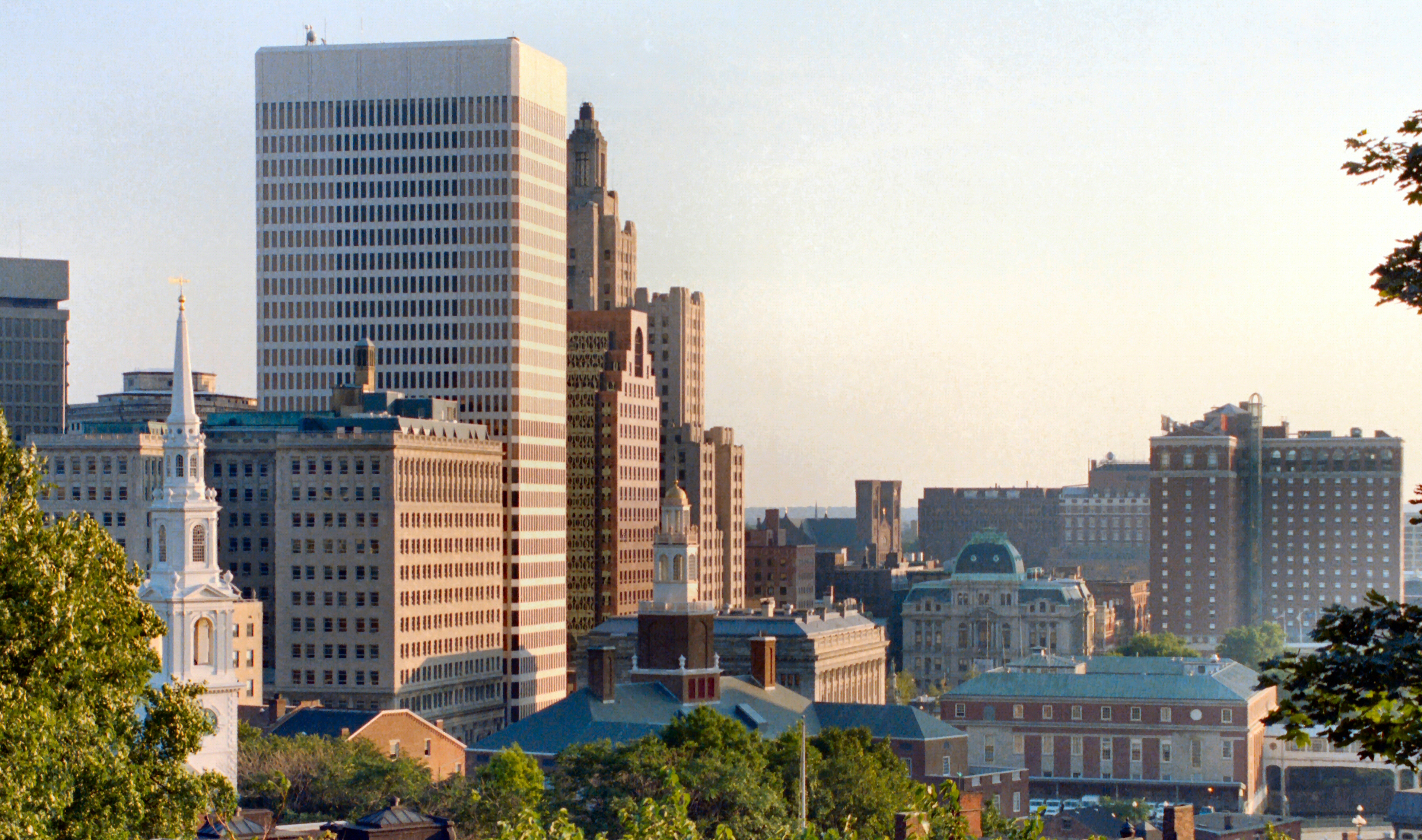
プロビデンス市
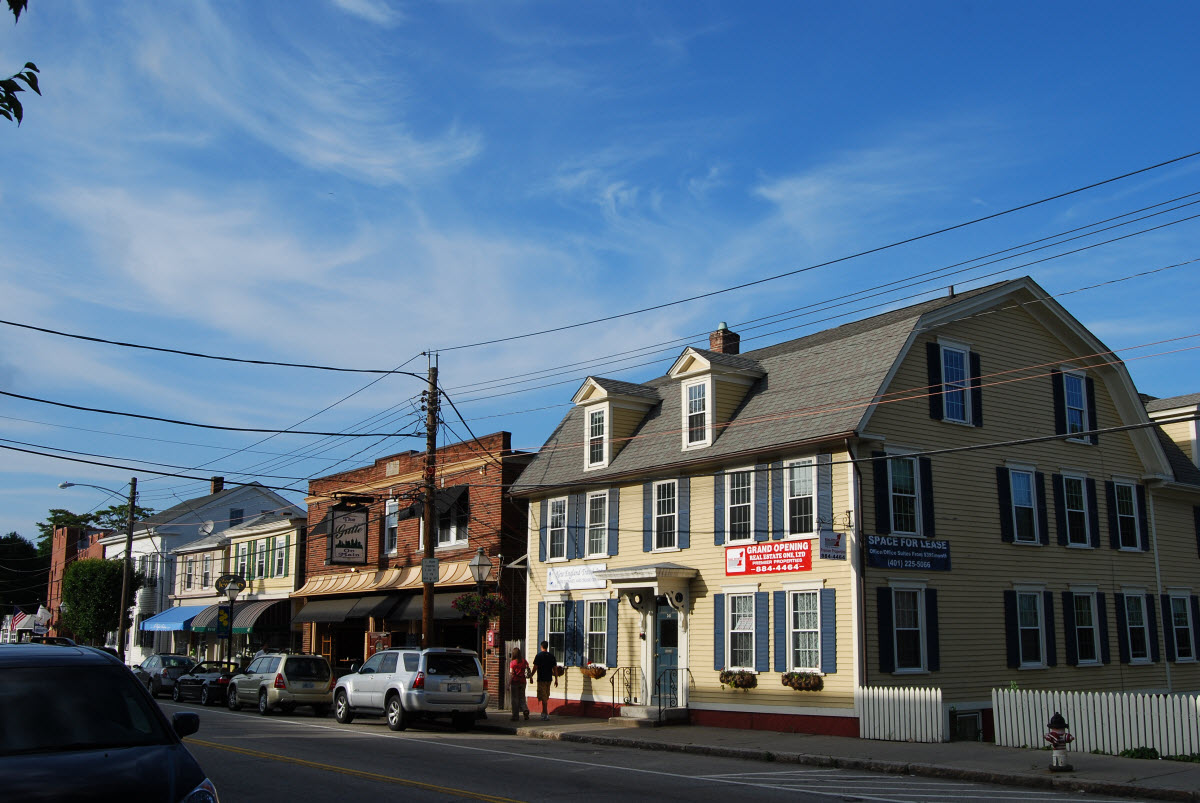
ウォリック市
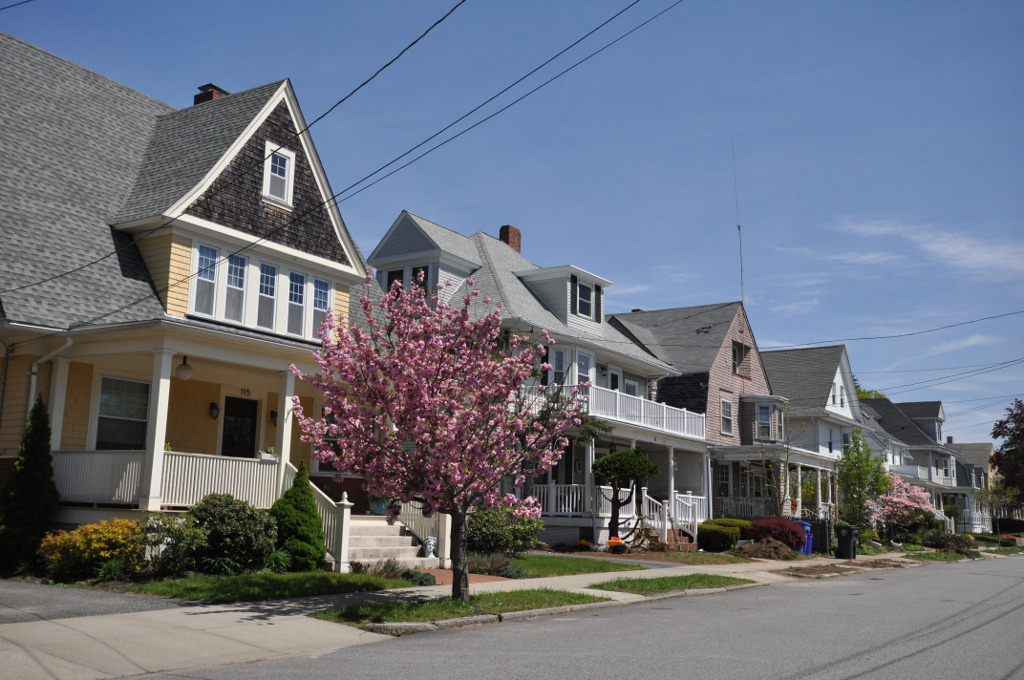
クランストン市
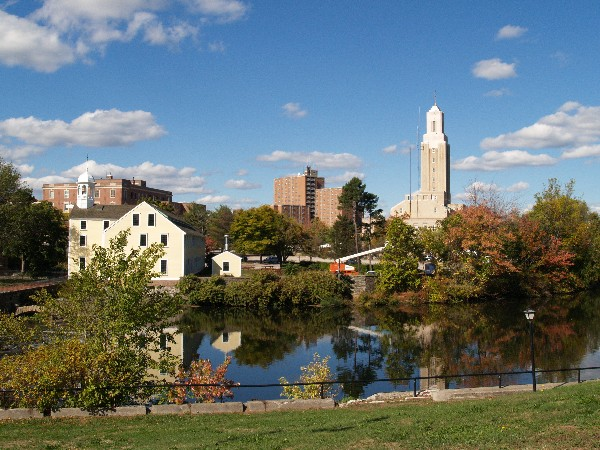
ポータケット市
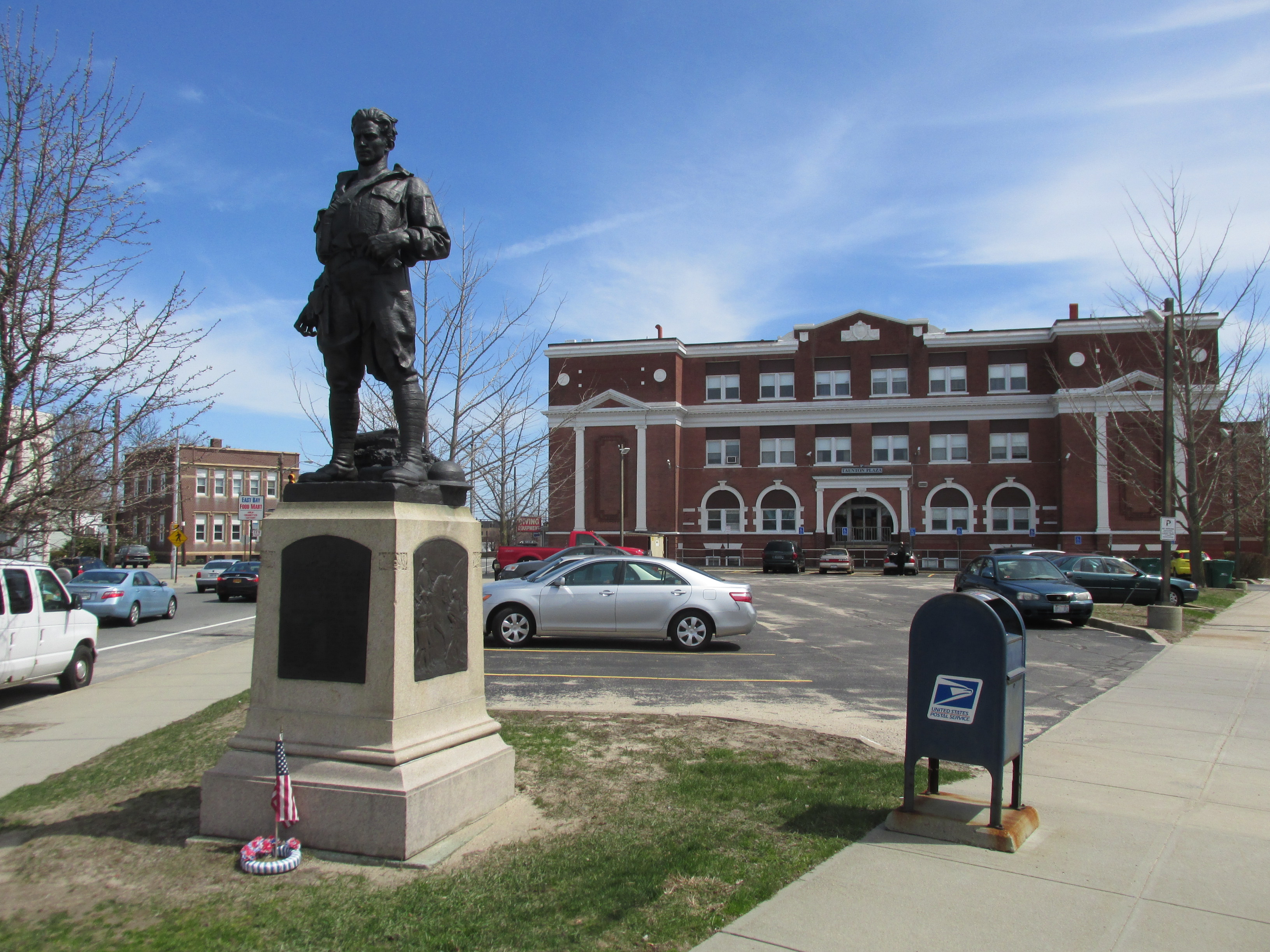
イーストプロビデンス市

ロードアイランド州は5つの郡に小区分されているが、コネチカット州やニューイングランドの一部と同様、郡政府は無い。州全体を自治体に区分し、地方政府レベルの事項を取り扱わせている。
ロードアイランド州には39の都市及び町が設置されている。人口集中部は歴史的な要因から、ブラックストーン川、シーコンク川、プロビデンス川周辺である。プロビデンス市が大都市圏の中心になっている。
自治体の中で人口順に並べた15傑は以下の通りである。（　）内は2020年国勢調査による人口である。
1. プロビデンス市 (190,934)
2. クランストン市 (82,934)
3. ウォリック市 (82,823)
4. ポータケット市 (75,604)
5. イーストプロビデンス市 (47,139)
6. ウーンソケット市 (43,240)
7. カンバーランド町 (36,405)
8. コベントリー町 (35,688)
9. ノースプロビデンス町 (34,114)
10. サウスキングスタウン町 (31,931)
11. ウェストウォリック町 (31,012)
12. ジョンストン町 (29,568)
13. ノースキングスタウン町 (27,732)
14. ニューポート市 (25,163)
15. ウェスタリー町 (23,359)

ニューイングランドの他地域と同様に、ロードアイランド州の都市や町はさらに「村」に小区分されている。良く知られた村としては、サウスキングスタウン町の中のキングストンがあり、ロードアイランド大学がある。またノースキングスタウン町の中のウィックフォードは毎年芸術祭が開催されている。サウスキングスタウン町の役場はウェイクフィールド村の中にある。
関連項目：Rhode Island locations by per capita income
- プロビデンス市
- ウォリック市
- クランストン市
- ポータケット市
- イーストプロビデンス市

## 経済
ロードアイランド州の2000年の州総生産はアメリカ合衆国内で45番目に位置する、330億ドルであった。この2000年の一人当たりの収入はアメリカ合衆国内で16番目の、29,685米ドルであった。一人当たりエネルギーの消費量では国内最低水準にある。さらにエネルギー効率では第5位にランクされた。2012年12月時点の失業率は10.2%と高かった。
ロードアイランド州の経済は植民地時代の漁業から始まった。ブラックストーン川バレーはアメリカの産業革命に大きく貢献した。サミュエル・スレイターが1793年に、ブラックストーン川の水力を使って綿糸製造機を動かし、スレイター・ミルを作ったのがポータケット市である。ロードアイランド州はしばらくの間繊維産業の主生産地だった。しかし、世界恐慌のときに多くの繊維工場が南部に移っていった。現在でも繊維産業は残っているが、かつての活力は無い。
過去に生産した重要なものとしては、工具、装飾用宝石、銀器があった。ロードアイランドの工業史の副産物として、多くの放棄された工場があり、それらは現在集合住宅、博物館、事務所、低収入者と高齢者の住宅に使われている。今日の経済はサービス業、特に医療と教育に基づいており、幾らかは製造業も残っている。
アメリカ合衆国の銀行では第14位のシティズンズ・ファイナンシャル・グループの本社がプロビデンス市にある。フォーチュン500に入る会社としては、ウーンソケットにあるCVSヘルスとプロビデンス市にあるテキストロンがある。フォーチュン1000に広げれば、FMグローバル、GTECHコーポレーション、ハズブロ、アメリカン・パワー・コンバージョン、ノーテック、アミカ相互保険がある。筆記具のクロスもプロビデンス市に本社を置いている。
医療がロードアイランド州最大の産業である。観光業が第2位であり、39,000人を雇用し、関連産業を合わせると2000年の売り上げだがは32億6,000万米ドルになった。第3位は製造業である。工業製品としては装飾用宝石、金属製品、電気機器、機械類、大小の船舶がある。農産物としては苗木、野菜、酪農製品及び卵がある。鶏種として知られるロードアイランドレッドは船乗りが持ち帰ったアジア系のニワトリなどを交配して品種としたものである。
ロードアイランド州の税率は近隣州と比べてかなり高い。これは所得税が給与支払者の連邦所得税支払額の25%に基づいているからである。元州知事のドナルド・カルシエリは、高い税率が企業成長を抑制する効果があると主張し、企業環境の競争性を高めるために税率の削減を要求した。2010年、ロードアイランド州議会は新しい州所得税体系法を承認し、同年6月9日のカルシエリ知事の署名により法制化された。この所得税見直しにより最大税率を5.99%とし、累進税率の段階を3段階に減らすことで、ニューイングランド他州との競争力を付けた。所得税が最初に法制化されたのは1971年だった。

### 大規模雇用主
2011年3月時点で、州内の大規模雇用主は下記のとおりである。ただし、自治体の従業員は除いてある。
| 順位 | 雇用主                                                                                          | 従業員数（人） | 備考 |
| ---- | ----------------------------------------------------------------------------------------------- | -------------- | --- |
| 1    | ロードアイランド州                                                                              | 14,904         | 常勤職相当 |
| 2    | ライフスパン病院グループ                                                                        | 11,869         | ロードアイランド病院（7,024 人）、ミリアム病院（2,410 人）、ニューポート病院（919 人）、エンマ・ペンドルトン・ブラッドリー病院（800 人）、ライフスパン・コーポレート・サービス（580 人）、ニューポート・アライアンス・ニューポート（68 人）、ライフスパン MSO（53 人）、ホーム・メディカル（15 人） |
| 3    | アメリカ合衆国政府                                                                              | 11,581         | 現役勤務の軍人3,000人と予備役7,000人は除く。海軍カレッジの従業員250人は含む |
| 4    | ローマ・カトリック教プロビデンス教区                                                            | 6,200          | |
| 5    | ケア・ニューイングランド                                                                        | 5953           | ライフスパンとの合併計画あり。ロードアイランド・ウィミン & インファンツ病院（3,134 人）、ケント郡記念病院（1,850 人）、バトラー病院（800 人）、VNA オブ・ケア・ニューイングランド（140 人）、ケア・ニューイングランド（29 人）                                                                      |
| 6    | CVSヘルス                                                                                       | 5800           | ウーンソケットにあるCVSヘルス本社（5,630 人）、ファーマケアで170人を雇用 |
| 7    | シティズンズ・ファイナンシャル・グループ （ロイヤルバンク・オブ・スコットランド・グループ傘下） | 4,991          | |
| 8    | ブラウン大学                                                                                    | 4,800          | 学生を除く |
| 9    | ストップ&ショップ・スーパーマーケット （ロイヤル・アホールド傘下）                              | 3,632          | |
| 10   | バンク・オブ・アメリカ                                                                          | 3,500          | |
| 11   | フィデリティ・インベストメンツ                                                                  | 2,934          | 2,434 人はスミスフィールド、500人がプロビデンス |
| 12   | ロードアイランド ARC                                                                            | 2,851          | ジェイムズ・L・マハー・センター（700 人）、ホームステッド・グループ（650 人）、クランストン・アーク（374 人）、アーク・オブ・ブラックストーン・バレー（350 人）、ケント郡ARC（500 人）、フォガーティ・センター（225 人）、ウェスタリー・チャリホARC（52 人）                                        |
| 13   | メットライフ保険会社                                                                            | 2,604          | |
| 14   | ジェネラル・ダイナミクス                                                                        | 2,243          | ノースキングスタウンのジェネラル・ダイナミクス・エレクトリック・ボートで 2,200 人、海軍水中戦センターに隣接するミドルタウンにあるジェネラル・ダイナミクス情報技術で 43 人 |
| 15   | ロードアイランド大学                                                                            | 2,155          | |
| 16   | ウォルマート                                                                                    | 2,078          | |
| 17   | ザ・ジャン・カンパニーズ                                                                        | 2050           | ジャン・コ・バーガーキング（1,500 人）、ニューポート・クリーマリー（400 人）、クィドネセット・カントリークラブ（100 人）、カントリー・イン（50 人） |
| 18   | ショーズ・スーパーマーケッツ （アルバートソンズ LLC傘下）                                       | 1,900          | |
| 19   | セントジョセフ医療サービスと病院/チャーターCARE医療パートナーズ                                 | 1,865          | アワーレディ・オブ・ファティマ病院（1,343 人）、セントジョセフ特殊介護病院（522 人） |
| 20   | ザ・ホーム・デポ                                                                                | 1,780          | |

## 住民

### 人口動態

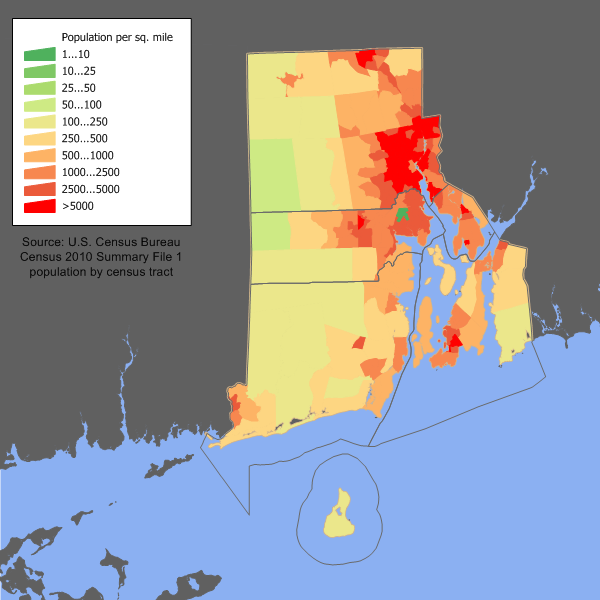
人口密度分布図

2020年国勢調査時点でのロードアイランド州の人口は1,097,379人で、2010年国勢調査時点の1,052,567人からは44,812人、4.26%増加していた。人口は50州の中で第43位だが、人口密度はニュージャージー州に次いで第2位である。ロードアイランド州の人口重心はプロヴィデンス郡クランストン市付近となっている。人口が多い地域はプロビデンス地域から北西にブラックストーン川沿いにウーンソケットに至る地域であり、19世紀に工業が発展した地域である。
州人口のうち、58.7% は州内の生まれ、26.6% は他州の生まれ、2.0% はプエルトリコ、アメリカ合衆国島嶼部、あるいはアメリカ人両親のもとに海外での生まれ、12.6% は海外での生まれだった
ロードアイランド州の人口の6.1%は5歳未満、18歳未満が23.6%、14.5%は65歳以上である。女性は人口のおおよそ52%である。

### 人種及び祖先
2010年国勢調査に拠れば、ロードアイランド州の人種による人口構成は次のようになっている。
- 81.4% 白人（ヒスパニック以外の白人は76.4%)
- 5.7% 黒人
- 2.9% アジア人
- 0.6% インディアン
- 0.1% 太平洋諸島系
- 3.3% 混血
- 12.4% ヒスパニック（人種によらない）

2000年時点で、ロードアイランド州で申告された祖先による構成比は、以下の通りだった
。
The ten largest ancestry groups in Rhode Island are:
- 19.0% イタリア系
- 18.3% アイルランド系
- 12.1% イギリス系
- 8.2% ポルトガル系
- 8.0% フランス系
- 6.4% フランス系カナダ人
- 3.3% ドミニカ系
- 3.3% プエルトリコ系
- 2.2% 中国系
- 1.8% グアテマラ系

人口の12.4%いるとされるヒスパニック系は、主にドミニカ共和国、プエルトリコとグアテマラの出身者である。
2000年国勢調査に拠れば、5歳以上のロードアイランド州民の84%は家庭で英語を話し、8.07%はスペイン語、ポルトガル語3.80%、フランス語1.96%、イタリア語は1.39%、その他の言語0.78%となっていた。
人種構成で一番多い非ヒスパニック白人の構成比は、1970年の96.1%から2011年の76.5%に落ちてきた。2011年時点で1歳未満の子供の40.3%は少数民族の生まれである。
ロードアイランド州はイタリア系アメリカ人（プロビデンス郡中部と南部に多い）の比率が高い。他の州よりもポルトガル系（カーボベルデ出身者を含む）アメリカ人の比率が高くなっている（ブリストル郡で目立つ）。さらにリベリア出身者も15,000人以上が住んでいる。フランス系カナダ人はプロビデンス郡北部に多い。アイルランド系はニューポート及びケント郡に多い。イギリス系は州内全体、特にワシントン郡に多く、「スワンプ・ヤンキー」と呼ばれることも多い。アフリカ系ではカーボベルデ、リベリアの他にナイジェリア、ガーナの出身者が増えている。

### 宗教

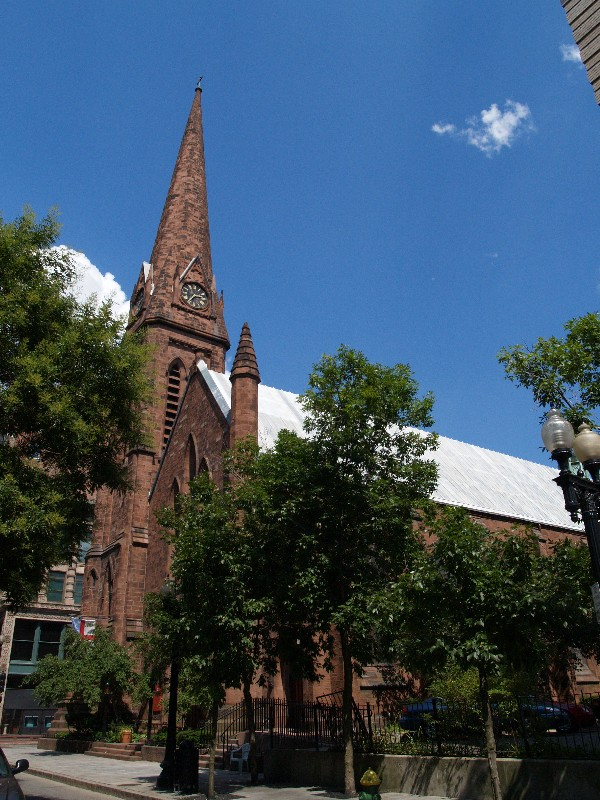
グレイス教会、プロビデンス市

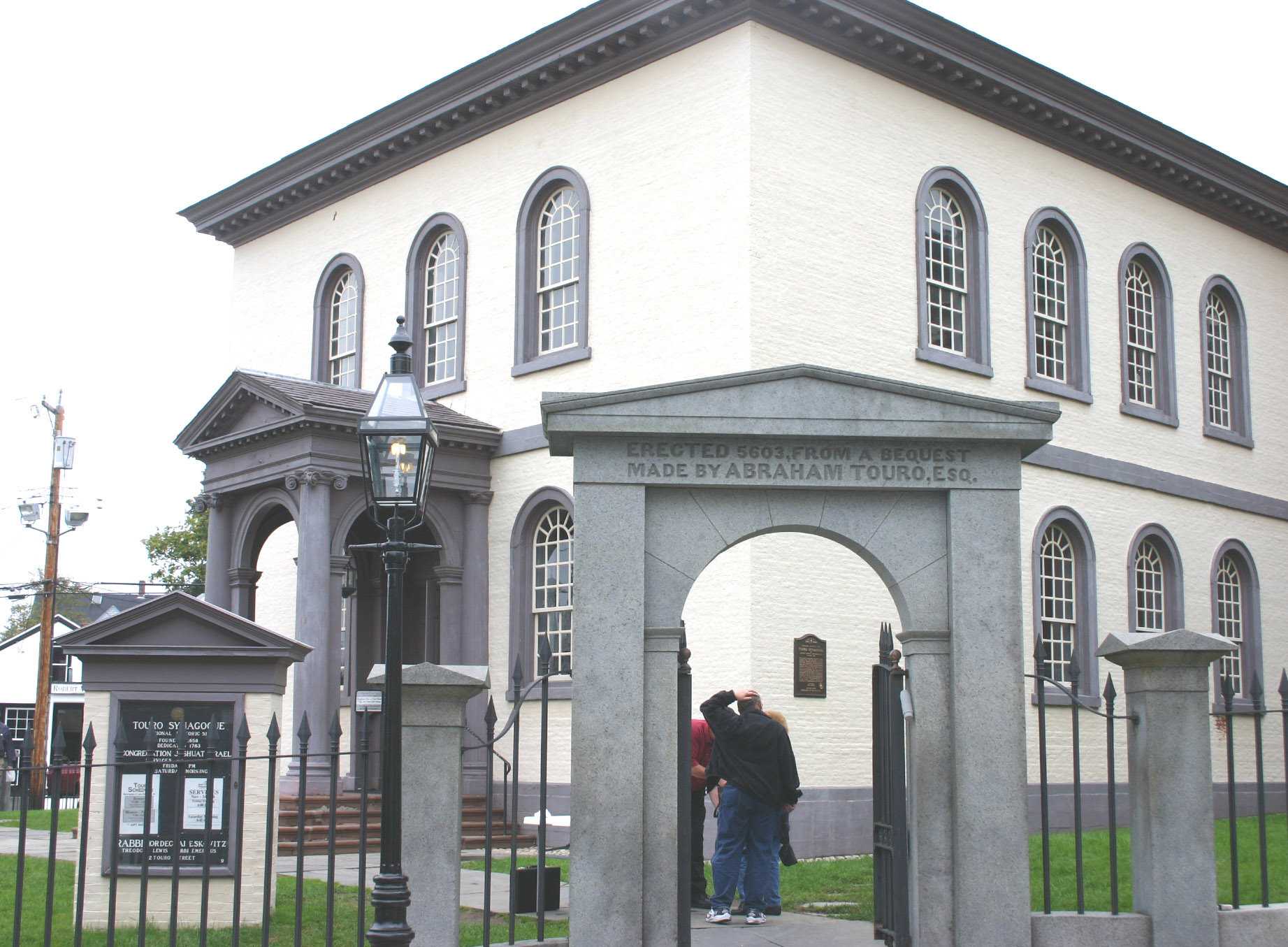
ツウロ・シナゴーグ

2001年時点で、ロードアイランド州民の宗教宗派別構成比は次のようになっている。
- キリスト教 – 87.5%
  - ローマ・カトリック – 63.6%
  - プロテスタント – 21.6%
    - 米国聖公会 – 8.1%
    - バプテスト – 6.3%
    - 他のプロテスタント – 7.2%

  - 他のキリスト教 – 2.3%
- ユダヤ教 – 1.4%
- イスラム教 – 1.2%
- 他の宗教 – 1.9%
- 無宗教 – 6%

ロードアイランド州はイタリア系、フランス系カナダ人、アイルランド系、ポルトガル系、プエルトリコ系、及びカーボベルデ系の構成比が高いことにより、50州の中でもカトリック系の比率が高い。カトリックという単一の宗派が人口の過半数を占めているのはロードアイランド州とユタ州（モルモン教）のみである。
ユダヤ教の社会はプロビデンス地域を中心とし、1880年から1920年にあった移民の波で大きくなった。国内最古の現存するシナゴーグ、ニューポート市のツウロ・シナゴーグの存在は植民地時代にポルトガル系ユダヤ人の小さな移民の波があったことを示している。

### インディアン部族

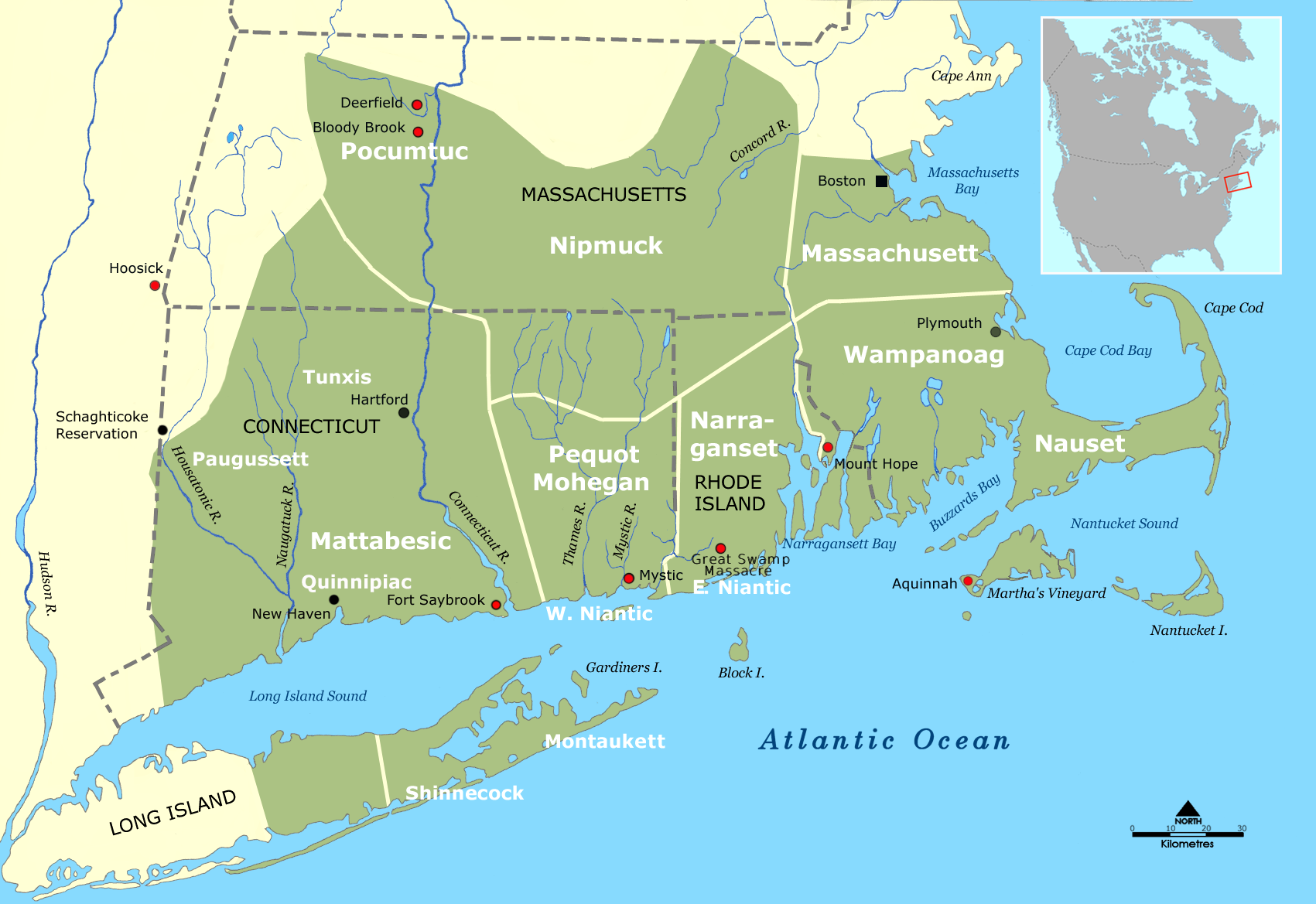
同州近辺のかつてのインディアン部族の勢力図

ナラガンセット族、東ニアンティック族、ニプマク族、ピクォート族、ワンパノアグ族、ワッピンガー族などのインディアン部族がウィグワムの集落を形成し、農耕採集生活を営んできた。
この地方のインディアンは、17～18世紀にイギリスとフランス、アメリカ植民政府の間での戦争に翻弄され、大幅に数を減らした。また、逃げ出した黒人奴隷を受け入れて保護し、白人に加え、彼らとの混血も増えた。
1880年、ロードアイランド州政府は、「大勢のナラガンセット族が黒人と混血したので、もう黒人になったことにする」とし、ナラガンセット族を「絶滅させる」と決議した。部族は議会に不服申し立てをし、「我々は黒人ではない。我々はナラガンセットの偉大な酋長と戦士の子孫だ。お前たちの先祖が黒人をアフリカから盗んできて、我々の間に彼らを連れてきて奴隷にしたとき、我々が彼らと友好を結び、混血を許したからといって、我々は黒人と呼ばれなくてはならないのか」と抗議し、「インディアンの血が一滴でも我々の血管に流れている間は、我々はお前たちの先祖が保証した不可侵の条約のもとに、主権を持ち続けるつもりだ」と主張した。しかし州は部族の公認を打ち切り、これを「絶滅部族」とした。
1975年1月、ナラガンセット族は1880年に州政府が不法占領した南ロードアイランドの土地3200エーカー（13㎢）の返還を求め、連邦法廷に提訴。アメリカ連邦最高裁判所は324人の部族員を地主と認めた。1983年には、晴れて内務省から再公認を受けて「復活」し、チャールズタウンに約7㎢の「ナラガンセット・インディアン保留地」を得た。
2003年7月14日、ロードアイランド州警察は、ナラガンセット族の保留地を急襲し、「州税を納めずに煙草を販売した」として部族の煙草店を閉鎖させ、7人のナラガンセット族を逮捕した。インディアン部族は、アメリカ連邦政府との連邦協定で保留地内での商行為は非課税であると保証されており、州政府と州警察のこの行動は連邦法違反の疑いが強い。しかし連邦上訴裁判所は、「この処置は州の権利の範囲内である」と主張している。
2008年1月29日、州検察官は逮捕された7人のインディアンに対する電子メールの閲覧を許可した。彼らの弁護団はこのメールに無罪に繋がる情報が含まれていると主張していた。何通かのメールは当局によって削除された模様である。
ナラガンセット族はインディアン部族として再認定され、インディアン部族として「復活」することが出来たが、同州の他の多数のインディアン部族は未だに連邦認定を打ち切られたままである。「インディアン部族である」と内務省BIAに承認させるには、部族員の血統証明書を始め、何千という書類と何十年という法廷係争が必要となる。1934年の「インディアン再編成法」で公認から漏れた部族は70年以上に渡って放置されており、その間に混血も進んだため再認定要求を難しくしている。連邦の公認が無ければ、内務省が保留した土地（Reservation）を領有出来ない。保留地が無ければ部族の学校や医療設備、連邦による福利厚生などの「インディアンとしての権利」を受けられない。これは「インディアン再編成法」による規定である。
この地に先住したインディアン部族は19世紀に他州へ強制移住させられ、現在、アメリカ連邦政府から承認され、保留地（Reservation）を所有している部族は「ナラガンセット族」のみ。
「絶滅部族」とされ、ロードアイランド州に存在していないことになっている多数の部族は、相互組織「ロードアイランド・インディアン会議」を結成している。
- アメリカ連邦政府に公式承認されているインディアン部族
  - 「ナラガンセット族」
- アメリカ連邦政府に公式承認を要求中のインディアン部族・団体
  - 「アクイドネック族」
  - 「ポカノケット族」
  - 「ポカノケット・ワンパノアグ族連邦」
  - 「ロードアイランド・インディアン会議」
  - 「シーコンケ・ワンパノアグ族」
  - 「ワッピンガー族」
  - 「ウィクァパウグ・東ピクォート族」

### インディアン・カジノ
現在、ナラガンセット族がウェスト・ウォリックにインディアン・カジノの建設を計画中であるが、ロードアイランド州政府はこれに否定的である。ナラガンセット族にとって部族カジノは経済的自立のための悲願である。ウィリアム・マーフィー州議会議長は部族カジノ開設を支持しており、成り行きが注目されている。

### カーシエリ対サラザール法廷戦
ナラガンセット族は、1970年代に州政府と連邦政府への公式認定要求を強め、1983年に連邦認定を受けてインディアン部族として「復活」し、同州で唯一、アメリカ連邦政府から「インディアン部族である」と認定された。
彼らは1988年に、連邦政府から1800エーカー（7285㎢）の保留地を獲得し、続く1991年に、老齢の部族員のための住宅団地を建てるため保留地とは別に、ロードアイランド州チャールズタウンの土地31エーカー（約0.13 ㎢）を購入した。1998年にアメリカ連邦内務省は部族の要求に従い、この土地を連邦信託地とした。しかし、ロードアイランド州がこれを認めなかったため、土地の連邦信託を求める部族・連邦とこれを認めないロードアイランド州政府との争いは米国最高裁にまで持ち込まれ、ロードアイランド州知事のドナルド・L・カーシエリと内務省長官ケン・サラザールの名から、「カーシエリ対サラザール法廷戦（Carcieri v. Salazar）」と呼ばれる法廷闘争となった。
ナラガンセット族と白人入植者との関係悪化は1675年と翌年に「フィリップ王戦争」で激化し、数千人が虐殺されて壊滅した部族は、1709年にロードアイランド入植政府の正式な保護下に置かれた。1880年にロードアイランド州は、部族員を白人住民に同化させるため、部族権限の放棄を迫り、ナラガンセット族の保留地を2エーカー（8094㎡）だけ認め、残りの土地すべてを5000ドルで州政府に売り、「部族を解消する」ことに同意させた。こうしてナラガンセット族は「絶滅」した。
部族はその後すぐにこの決定に不服申し立てを始め、土地と部族の権利の回復要求運動に乗り出した。20世紀初期に、貧困にあえぐナラガンセット族はアメリカ連邦政府に対して経済面その他の援助を求めたが、連邦政府は1927年から1937年までの10年にわたってのこの部族の要請を断った。
裁判でロードアイランド州は、ナラガンセット族が連邦から再認定されて「復活」したのは1983年のことであり、1934年に連邦政府が「インディアンに土地を与える」目的で「インディアン再編成法（IRA）」を制定した際には、彼らがナラガンセット族をインディアン部族として認めず、上記のように無視していたことを指摘、むしろナラガンセットの権限の裁量権は州にあると主張。この係争の中で、1934年制定の「インディアン再編成法（IRA）」の条項にある、「この法で用いられる『インディアンである』という文言は、1934年6月1日現在、連邦の管轄権の下にある（（now under Federal jurisdiction）、どのインディアンも、どのインディアンの保留地内に住む部族員の子孫も、すべて含んで、混血の者も含み、（中略）組織化されたバンド、集落をも言及するものである」という文言の中の「現在（now）」が、いつを指すのかが問題となった。この法律の、インディアンを「インディアンである」と認定する「現在」という言葉が「1934年6月1日」のことを指すならば、50年後の1983年に連邦認定を受けたナラガンセット族は連邦の言う「インディアン」に含むのか含まないのかという論争に発展したのである。
これに対し、米国連邦地方裁判所は連邦の処置を是認し、上記の文言が、1934年にインディアン部族員を「インディアンという存在」に含めるための定義ではあるが、その日付に連邦認定されたかどうかまでを部族に要求するものではないと断定。ロードアイランド州が法に対し不必要に狭義の解釈を採ったと批判した。米国控訴裁判所も地方裁判所の決定に対し、是認賛成した。一方ロードアイランド州は「州政府とインディアン部族間の、潜在的に無制限に存在する土地領有に関する民事・刑事上の管轄配分は、これで不安定な状態になった」とコメントした。
2009年2月24日、米国最高裁判所はこの裁定を逆転させた。クラレンス・トーマス最高裁判所判事は、6対3の多数の意見で「インディアン再編成法にある『現在、連邦政府の管轄下にある』（now under Federal jurisdiction）という文言は、法令の制定時点で、連邦レベルでの司法管轄権でいた部族を意味する」と主張し、「その結果、この文言は書記官の権限を、インディアン再編成法が1934年6月に制定されたときに、連邦レベルでの司法管轄権下にあった部族員に土地を領有する目的のための、土地信託に限定する」と述べた。
2009年4月1日、ワシントンDCのインディアン問題監督庁である「連邦政府天然資源委員会」は、この「カーシエリ対サラザール法廷戦」に関する、米国最高裁判所による2月24日の判決について聴聞会を開いた。最高裁判所の判定において、ナラガンセット族を支持して要約を書いたミシガン法科大学のコレット・ローテル教授は、「最高裁判所のこの解釈は、インディアン部族を『持てる者と持たざる者』の2つに分けた」とコメントした。
元・インディアン管理局（BIA）員のマイケル・アンダーソンは、「インディアン再編成法」はもともとインディアン部族が部族会議や住宅、学校や医療センターを建設するためのものだ」とし、「カーシエリ知事の意向は、土地領有権のないインディアン部族の発展をじわじわと蝕み、彼らを脅迫するものだ」と述べている。
ナラガンセット族とロードアイランド州政府との一連の係争と最高裁判所の判定は、ナラガンセット族の「インディアン・カジノ」構想を制限するどころか、全米のインディアン部族の今後の行方を決定しかねないものであり、「アメリカという国がインディアンという民族をどうするつもりなのか」という国家的問題をもはらんでいる。現在「絶滅した」としてアメリカ合衆国で存在しないことになっている多数のインディアン部族が、いつまでも部族の土地を取り戻せず、国家から無視され続けるのかもしれないのである。
2009年11月5日、「連邦政府天然資源委員会」は下院のもと再び公聴会を開き、BIAを追求した。 BIA副長官ドナルド・レイバーデュアはBIAを代表して、オバマ政権が検討している「インディアン再編成法の改正」と、「内務省長官のインディアン領土信託権限の強化案」の2つの法案を支持すると証言した。

## 交通

### バス

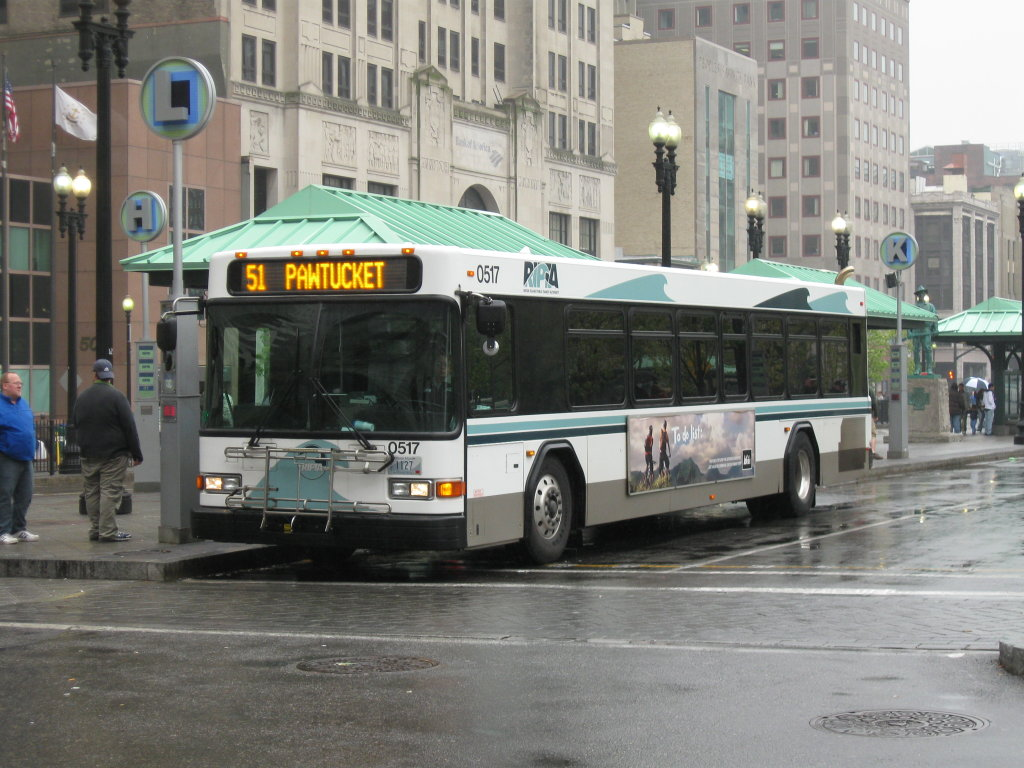
ケネディ・プラザのRIPTAバス

ロードアイランド公共交通公社 (RIPTA) が州全体の都市内都市間バス輸送を行っており、プロビデンス市のケネディ・プラザ、ポータケット市、ニューポート市にハブがある。州内39市町のうちブロック島のニューショアハムを除く38市町をカバーしている。58の路線があり、その中にはプロビデンス市やニューポート市の昼間トロリーバスも含まれている。

### フェリー
2000年から2008年まで、アメリカ合衆国運輸省からの資金で、プロビデンス市とニューポート市を結ぶフェリー季節便をRIPTAが運航した。このフェリーは住民や観光客から好評を得たが、連邦資金の拠出が止まって継続できなかった。民間企業では、ブロック島フェリーが ブロック島とニューポート市およびナラガンセット市を通常のフェリーと高速フェリーで結んでいる。プルーデンス島フェリーはブリストルとプルーデンス島を結んでいる。またコネチカット州、マサチューセッツ州、ニューヨーク州とを結ぶ民間フェリーもある。ビニヤード・ファスト・フェリーはクオンセットポイントからマーサズ・ヴィニヤードへの季節便を運行し、プロビデンス、ボストン、ニューヨーク各市とバスと列車を使って接続している。バイキング・フリートはブロック島とコネチカット州ニューロンドン、ニューヨーク州モントークとを結ぶ季節フェリーを運航している。

### 鉄道
MBTA通勤鉄道のプロビデンス・ソーントン線は、プロビデンス市およびT・F・グリーン空港とボストン市を繋いでいる。この線は後に南のウィックフォード・ジャンクションまで延伸され、2012年4月23日に営業運転を始めた。ロードアイランド州はこの線をキングストンやウェスタリーまで延伸し、さらにコネチカット州のショアライン・イーストまで延伸してT・F・グリーン空港への接続を検討している。アムトラックのアセラ・エクスプレスはプロビデンスで停車し、北東回廊の他都市とを結んでいる。アムトラックのノースイースト・リージョナル号はプロビデンス、キングストン、ウェスタリーに停車する。

### 航空
州内の旅客、貨物の主要空港がウォリックにあるT・F・グリーン空港である。国際便はボストンのローガン国際空港を利用しているので、州内から直接国際便を発着する可能性を検討している。

### 自動車専用道路
州間高速道路95号線が州内を南西から北東に走り、東海岸の他州と接続している。州間高速道路295号線はプロビデンス市の西を迂回するコースを取っている。州間高速道路195号線はプロビデンス市とケープコッドを繋いでいる。アメリカ国道6号線はコネチカット州ハートフォードからロードアイランド州北部を通り、州間高速道路295号線とプロビデンス市中心街を繋いでいる。
ロードアイランド州道数本が自動車専用道路ネットワークに入っている。州道4号線は南北方向の幹線道であり、プロビデンス市とウォリックを結び、ナラガンセット湾沿いの郊外町や海浜町に通じている。州道10号線はプロビデンス市とクランストンやジョンストン市を繋ぐ都市接続路である。州道37号線は東西方向に走り、クランストンとウォリックを抜けて州間高速道路95号線と州間高速道路295号線を接続している。州道99号線はウーンソケットとプロビデンス市を結んでいる。州道146号線はブラックストーン・バレーを通り、プロビデンス市とマサチューセッツ州ウースターやマサチューセッツ・ターンパイクに接続している。州道403号線は州道4号線とクオンセットポイントを接続している。

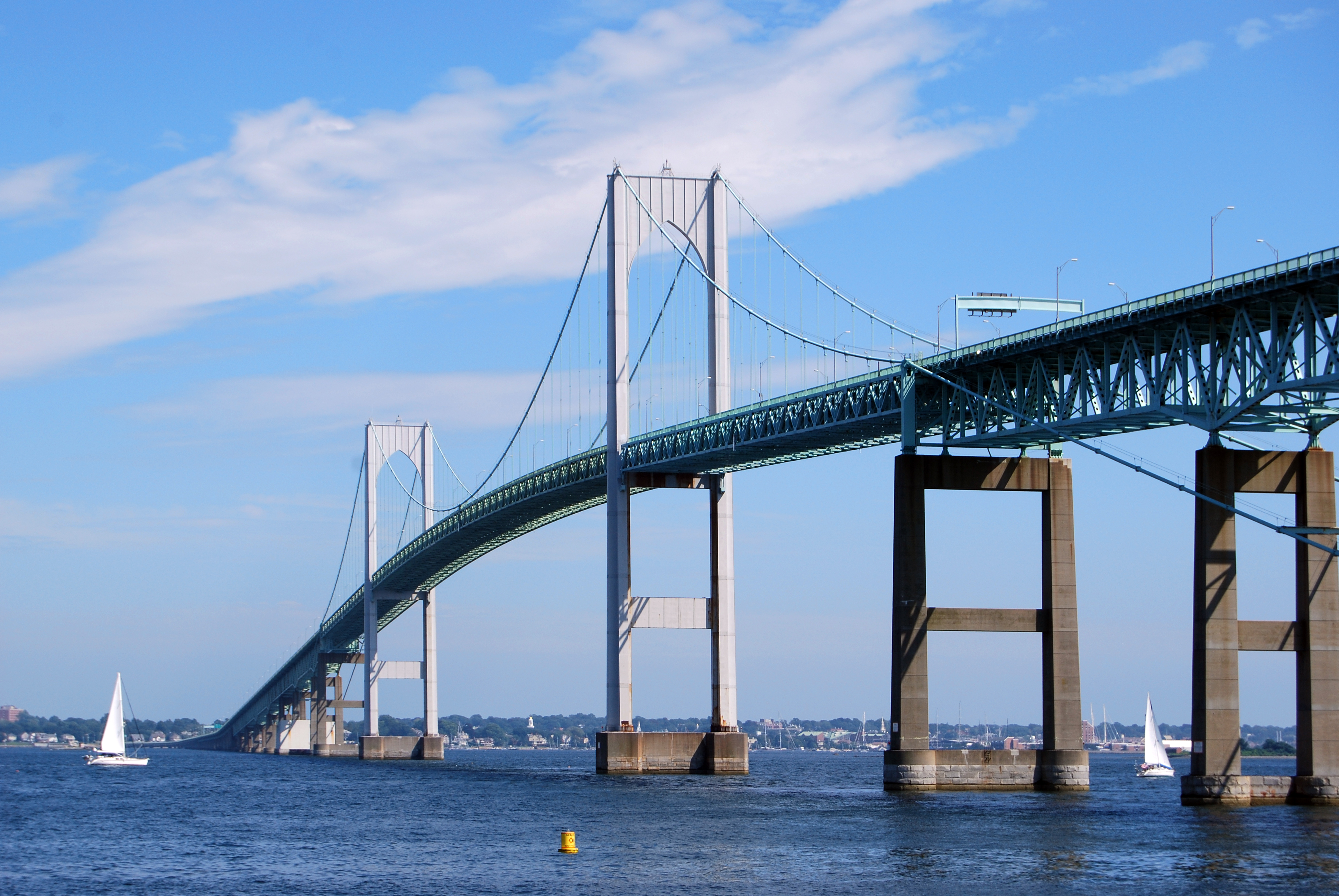
クレイボーン・ペル・ニューポート橋

ナラガンセット湾ではアクィドネック島やコナニカット島と本土を繋ぐ橋が数本掛けられており、なかでもクレイボーン・ペル・ニューポート橋やジェイムズタウン・ヴェラッツァーノ橋が著名である。

### 自転車道
イーストベイ自転車道がナラガンセット湾東岸をプロビデンス市からブリストルまで伸びており、ブラックストーン川バイクウェイがプロビデンス市とウースターを繋いでいる。2011年、ポータケット市とプロビデンス市を通り、イーストベイ自転車道とブラックストーン川バイクウェイを繋ぎ、全長33.5マイル (53.9 km) の自転車道を完成させた。ウィリアム・C・オニール自転車道はサウスキングスタウンとナラガンセットを通る6マイル (10 km) の自転車道である。ワシントン第2自転車道はクランストンからコベントリーまでの14マイル (22 km)、テンマイル川グリーンウェイはイーストプロビデンスとポータケットを通る2マイル (3 km) の自転車道である。

## 教育

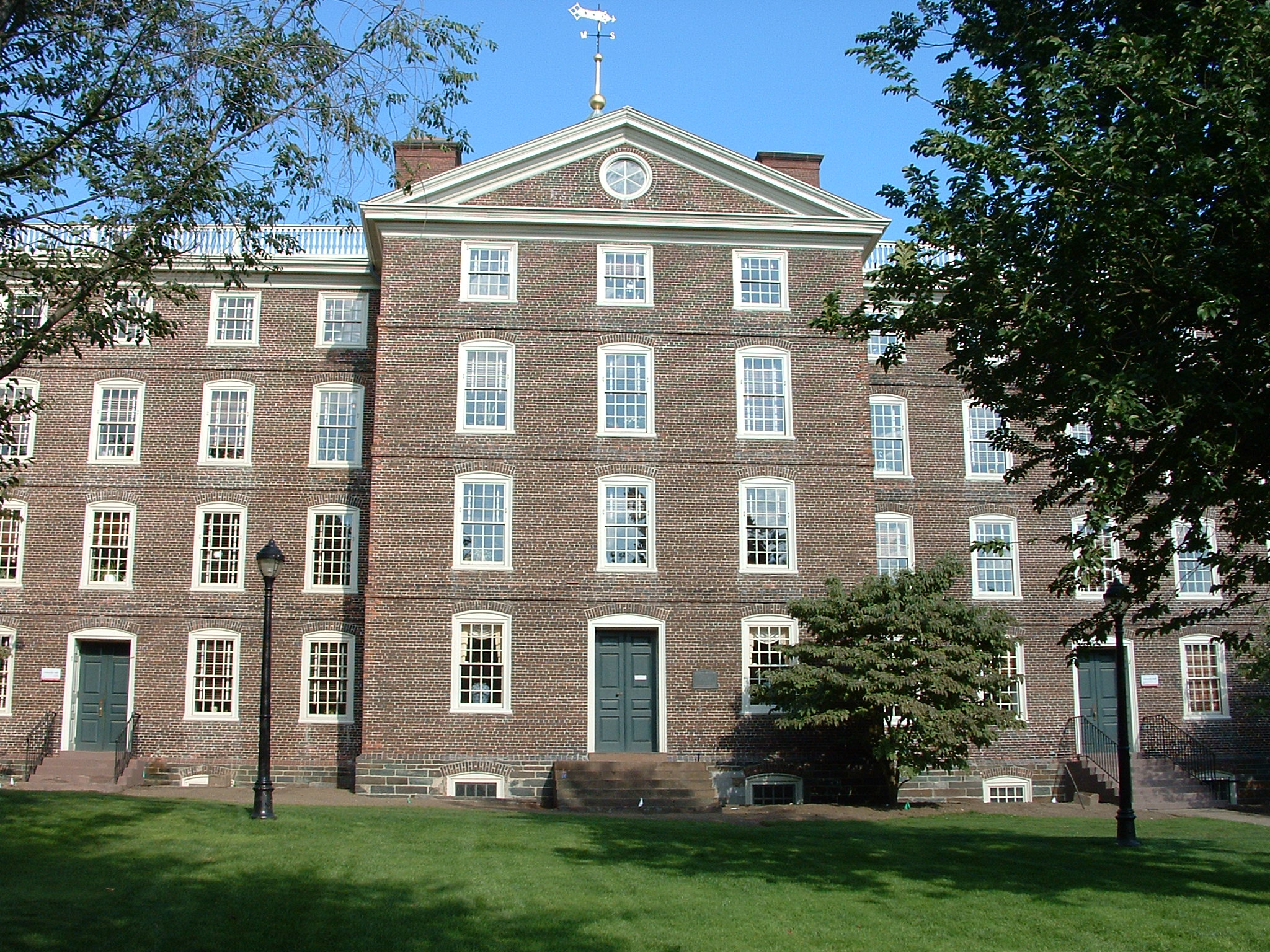
ブラウン大学

プロビデンスはアイビーリーグに含まれるブラウン大学、ロードアイランド・スクール・オブ・デザイン（RISD）、プロビデンス・カレッジなど多くの学校の本拠地となっている。また、州南部のキングストンに位置するロードアイランド大学、プロビデンス市内にあるロードアイランド・カレッジなど、いくつかの州立単科/総合大学がある。

### 単科/総合大学
- en:Gibbs College
- ブラウン大学
- en:Bryant University (a en:business school)
- en:Johnson & Wales University
- アメリカ海軍大学校
- ニューイングランド工科大学
- en:Community College of Rhode Island

- en:Providence College
- ロードアイランド・カレッジ
- ロードアイランド・スクール・オブ・デザイン
- ロジャー・ウィリアムス大学
- en:Salve Regina University
- ロードアイランド大学

## 芸術・文化

### スポーツチーム
- ポータケット・レッドソックス, マイナーリーグ ボストン・レッドソックスの傘下。
- プロビデンス・ブルーインズ, AHL ボストン・ブルーインズの傘下

## その他

### 同州出身者
- ハワード・フィリップス・ラヴクラフト - 小説家
- ウェンディ・カルロス - シンセサイザー奏者、作曲家
- ヒュー・ダフィー - 野球選手 (アメリカ野球殿堂表彰者)
- ギャビー・ハートネット - 野球選手 (アメリカ野球殿堂表彰者)
- ナップ・ラジョイ - 野球選手 (アメリカ野球殿堂表彰者)
- デイビー・ロープス - 野球選手・監督

### 州の象徴など
- 州の鳥 - ロードアイランドレッド（鶏の品種）
- 州の花 - スミレ
- 州の木 - Acer rubrum

### 日本の姉妹都市
- (日本) - (州内)、年
- (静岡県下田市) - (ニューポート市)、1958年

## 映画
- 『麗しのサブリナ』
- 『HACHI 約束の犬』
- 『ふたりの男とひとりの女』

### 一次史料
- Dwight, Timothy. Travels Through New England and New York (circa 1800) 4 vol. (1969) Online at: vol 1; vol 2[リンク切れ]; vol 3[リンク切れ]; vol 4[リンク切れ]
- McPhetres, S. A. A political manual for the campaign of 1868, for use in the New England states, containing the population and latest election returns of every town (1868)
- Rhode Island's Geography and Climate

### 二次史料
- Adams, James Truslow. The Founding of New England (1921)
- Adams, James Truslow. Revolutionary New England, 1691–1776 (1923)
- Adams, James Truslow. New England in the Republic, 1776–1850 (1926)
- Andrews, Charles M. The Fathers of New England: A Chronicle of the Puritan Commonwealths (1919). Short survey by leading scholar.
- Axtell, James, ed. The American People in Colonial New England (1973), new social history
- Brewer, Daniel Chauncey. Conquest of New England by the Immigrant (1926).
- Coleman, Peter J. The Transformation of Rhode Island, 1790–1860 (1963)
- Conforti, Joseph A. Imagining New England: Explorations of Regional Identity from the Pilgrims to the Mid-Twentieth Century (2001)
- Dennison, George M. The Dorr War: Republicanism on Trial, 1831–1861 (1976)
- Hall, Donald, ed. Encyclopedia of New England (2005)
- Karlsen, Carol F. The Devil in the Shape of a Woman: Witchcraft in Colonial New England (1998)
- Lovejoy, David S. Rhode Island Politics and the American Revolution, 1760–1776 (1969)
- McLaughlin, William. Rhode Island: A Bicentennial History (1976)
- Palfrey, John Gorham. History of New England (5 vol 1859–90)
- Moondancer & Strong Woman "Cultural History of the Native Peoples of Southern New England". Bauu Press. (2007).
- Slavery in the North – Slavery in Rhode Island “Slavery in Rhode Island”.   Slavenorth.com. 2010年7月31日閲覧。
- Sletcher, Michael. New England. (2004).
- Stephenson, Nathaniel Wright. Nelson W. Aldrich, a Leader in American Politics (1930).
- WPA. Guide to Rhode Island (1939).
- Zimmerman, Joseph F. The New England Town Meeting: Democracy in Action. (1999)